# Lista de asteroides (341001-342000)
Esta é uma lista parcial de asteroides, do asteroide número 341001 até o 342000, inclusive. Veja também o índice com todas as listas disponíveis.

| Objeto Próximos à Terra | Cinturão de asteroides (interno) | Cinturão de asteroides (externo) | Centauro       |
| Cruzador de Marte       | Cinturão de asteroides (meio)    | Troianos de Júpiter              | Transnetuniano |

Veja mais dados de cada asteroide na ligação externa para o Minor Planet Center na última coluna.
Índice: 341001... 341101... 341201... 341301... 341401... 341501... 341601... 341701... 341801... 341901... 

## 341001–341100
| Designação | Designação | Descoberta  | Descoberta        | Descobridor(es)           | Categoria | Mais informações / Referência |
| Permanente | Provisória | Data        | Local             | Descobridor(es)           | Categoria | Mais informações / Referência |
| ---------- | ---------- | ----------- | ----------------- | ------------------------- | --------- | ----------------------------- |
| 341001     | 2007 FP2   | 16 mar 2007 | Catalina          | CSS                       | —         | MPC                           |
| 341002     | 2007 FP16  | 27 jan 2007 | Mount Lemmon      | Mount Lemmon Survey       | Mitidika  | MPC                           |
| 341003     | 2007 FO20  | 16 mar 2007 | Mount Lemmon      | Mount Lemmon Survey       | —         | MPC                           |
| 341004     | 2007 FB23  | 20 mar 2007 | Kitt Peak         | Spacewatch                | —         | MPC                           |
| 341005     | 2007 FD24  | 20 mar 2007 | Kitt Peak         | Spacewatch                | —         | MPC                           |
| 341006     | 2007 FY24  | 20 mar 2007 | Kitt Peak         | Spacewatch                | —         | MPC                           |
| 341007     | 2007 FU27  | 20 mar 2007 | Mount Lemmon      | Mount Lemmon Survey       | —         | MPC                           |
| 341008     | 2007 FH30  | 20 mar 2007 | Mount Lemmon      | Mount Lemmon Survey       | —         | MPC                           |
| 341009     | 2007 FC31  | 20 mar 2007 | Kitt Peak         | Spacewatch                | —         | MPC                           |
| 341010     | 2007 FT31  | 20 mar 2007 | Kitt Peak         | Spacewatch                | Mitidika  | MPC                           |
| 341011     | 2007 FY33  | 25 mar 2007 | Mount Lemmon      | Mount Lemmon Survey       | —         | MPC                           |
| 341012     | 2007 FF34  | 25 mar 2007 | Mount Lemmon      | Mount Lemmon Survey       | —         | MPC                           |
| 341013     | 2007 FL34  | 25 mar 2007 | Catalina          | CSS                       | —         | MPC                           |
| 341014     | 2007 FN39  | 9 out 2005  | Kitt Peak         | Spacewatch                | —         | MPC                           |
| 341015     | 2007 FG44  | 16 mar 2007 | Mount Lemmon      | Mount Lemmon Survey       | —         | MPC                           |
| 341016     | 2007 FV47  | 19 mar 2007 | Mount Lemmon      | Mount Lemmon Survey       | —         | MPC                           |
| 341017     | 2007 FZ48  | 26 mar 2007 | Mount Lemmon      | Mount Lemmon Survey       | —         | MPC                           |
| 341018     | 2007 GX    | 16 mar 2007 | Catalina          | CSS                       | —         | MPC                           |
| 341019     | 2007 GA2   | 9 abr 2007  | Lumezzane         | Lumezzane Obs.            | —         | MPC                           |
| 341020     | 2007 GS2   | 10 mar 2007 | Mount Lemmon      | Mount Lemmon Survey       | —         | MPC                           |
| 341021     | 2007 GS6   | 7 abr 2007  | Mount Lemmon      | Mount Lemmon Survey       | —         | MPC                           |
| 341022     | 2007 GW6   | 7 abr 2007  | Mount Lemmon      | Mount Lemmon Survey       | —         | MPC                           |
| 341023     | 2007 GX6   | 7 abr 2007  | Mount Lemmon      | Mount Lemmon Survey       | —         | MPC                           |
| 341024     | 2007 GF8   | 13 mar 2007 | Kitt Peak         | Spacewatch                | —         | MPC                           |
| 341025     | 2007 GZ10  | 11 abr 2007 | Kitt Peak         | Spacewatch                | —         | MPC                           |
| 341026     | 2007 GK15  | 11 abr 2007 | Mount Lemmon      | Mount Lemmon Survey       | —         | MPC                           |
| 341027     | 2007 GP16  | 11 abr 2007 | Kitt Peak         | Spacewatch                | —         | MPC                           |
| 341028     | 2007 GZ16  | 11 abr 2007 | Kitt Peak         | Spacewatch                | —         | MPC                           |
| 341029     | 2007 GT18  | 11 abr 2007 | Kitt Peak         | Spacewatch                | —         | MPC                           |
| 341030     | 2007 GC19  | 11 abr 2007 | Kitt Peak         | Spacewatch                | —         | MPC                           |
| 341031     | 2007 GR20  | 11 abr 2007 | Mount Lemmon      | Mount Lemmon Survey       | —         | MPC                           |
| 341032     | 2007 GM21  | 11 abr 2007 | Mount Lemmon      | Mount Lemmon Survey       | —         | MPC                           |
| 341033     | 2007 GQ21  | 11 abr 2007 | Mount Lemmon      | Mount Lemmon Survey       | —         | MPC                           |
| 341034     | 2007 GD27  | 14 abr 2007 | Kitt Peak         | Spacewatch                | —         | MPC                           |
| 341035     | 2007 GY33  | 11 abr 2007 | Siding Spring     | SSS                       | —         | MPC                           |
| 341036     | 2007 GA36  | 14 abr 2007 | Kitt Peak         | Spacewatch                | —         | MPC                           |
| 341037     | 2007 GU39  | 14 abr 2007 | Kitt Peak         | Spacewatch                | —         | MPC                           |
| 341038     | 2007 GM42  | 14 abr 2007 | Kitt Peak         | Spacewatch                | —         | MPC                           |
| 341039     | 2007 GZ46  | 14 abr 2007 | Kitt Peak         | Spacewatch                | —         | MPC                           |
| 341040     | 2007 GP47  | 14 abr 2007 | Mount Lemmon      | Mount Lemmon Survey       | —         | MPC                           |
| 341041     | 2007 GS53  | 14 abr 2007 | Kitt Peak         | Spacewatch                | —         | MPC                           |
| 341042     | 2007 GX59  | 15 abr 2007 | Kitt Peak         | Spacewatch                | Mitidika  | MPC                           |
| 341043     | 2007 GC63  | 15 abr 2007 | Kitt Peak         | Spacewatch                | —         | MPC                           |
| 341044     | 2007 GP65  | 15 abr 2007 | Kitt Peak         | Spacewatch                | —         | MPC                           |
| 341045     | 2007 GF67  | 15 abr 2007 | Kitt Peak         | Spacewatch                | —         | MPC                           |
| 341046     | 2007 GT68  | 15 abr 2007 | Mount Lemmon      | Mount Lemmon Survey       | —         | MPC                           |
| 341047     | 2007 GF70  | 15 abr 2007 | Mount Lemmon      | Mount Lemmon Survey       | —         | MPC                           |
| 341048     | 2007 GG71  | 15 abr 2007 | Catalina          | CSS                       | —         | MPC                           |
| 341049     | 2007 HE    | 13 mar 2007 | Mount Lemmon      | Mount Lemmon Survey       | —         | MPC                           |
| 341050     | 2007 HZ    | 18 abr 2007 | Mount Lemmon      | Mount Lemmon Survey       | —         | MPC                           |
| 341051     | 2007 HN1   | 16 abr 2007 | Socorro           | LINEAR                    | —         | MPC                           |
| 341052     | 2007 HW1   | 16 abr 2007 | Mount Lemmon      | Mount Lemmon Survey       | —         | MPC                           |
| 341053     | 2007 HS2   | 16 abr 2007 | Mount Lemmon      | Mount Lemmon Survey       | —         | MPC                           |
| 341054     | 2007 HC4   | 18 abr 2007 | Kitt Peak         | Spacewatch                | —         | MPC                           |
| 341055     | 2007 HT5   | 16 abr 2007 | Catalina          | CSS                       | —         | MPC                           |
| 341056     | 2007 HC8   | 18 abr 2007 | Mount Lemmon      | Mount Lemmon Survey       | —         | MPC                           |
| 341057     | 2007 HE8   | 18 abr 2007 | Mount Lemmon      | Mount Lemmon Survey       | Mitidika  | MPC                           |
| 341058     | 2007 HR12  | 19 abr 2007 | Kitt Peak         | Spacewatch                | —         | MPC                           |
| 341059     | 2007 HQ13  | 19 abr 2007 | Mount Lemmon      | Mount Lemmon Survey       | —         | MPC                           |
| 341060     | 2007 HF21  | 18 abr 2007 | Kitt Peak         | Spacewatch                | —         | MPC                           |
| 341061     | 2007 HO21  | 18 abr 2007 | Socorro           | LINEAR                    | —         | MPC                           |
| 341062     | 2007 HW24  | 18 abr 2007 | Kitt Peak         | Spacewatch                | —         | MPC                           |
| 341063     | 2007 HM28  | 19 abr 2007 | Anderson Mesa     | LONEOS                    | —         | MPC                           |
| 341064     | 2007 HU33  | 19 abr 2007 | Kitt Peak         | Spacewatch                | —         | MPC                           |
| 341065     | 2007 HL37  | 20 abr 2007 | Kitt Peak         | Spacewatch                | —         | MPC                           |
| 341066     | 2007 HK43  | 22 abr 2007 | Mount Lemmon      | Mount Lemmon Survey       | —         | MPC                           |
| 341067     | 2007 HD46  | 19 abr 2007 | Lulin Observatory | LUSS                      | —         | MPC                           |
| 341068     | 2007 HN46  | 20 abr 2007 | Anderson Mesa     | LONEOS                    | —         | MPC                           |
| 341069     | 2007 HE51  | 20 abr 2007 | Kitt Peak         | Spacewatch                | —         | MPC                           |
| 341070     | 2007 HR52  | 20 abr 2007 | Kitt Peak         | Spacewatch                | —         | MPC                           |
| 341071     | 2007 HA53  | 20 abr 2007 | Kitt Peak         | Spacewatch                | —         | MPC                           |
| 341072     | 2007 HW53  | 22 abr 2007 | Kitt Peak         | Spacewatch                | —         | MPC                           |
| 341073     | 2007 HJ56  | 22 abr 2007 | Kitt Peak         | Spacewatch                | —         | MPC                           |
| 341074     | 2007 HN62  | 22 abr 2007 | Mount Lemmon      | Mount Lemmon Survey       | Mitidika  | MPC                           |
| 341075     | 2007 HE67  | 22 abr 2007 | Mount Lemmon      | Mount Lemmon Survey       | —         | MPC                           |
| 341076     | 2007 HG69  | 24 abr 2007 | Mount Lemmon      | Mount Lemmon Survey       | —         | MPC                           |
| 341077     | 2007 HA75  | 14 abr 2007 | Kitt Peak         | Spacewatch                | —         | MPC                           |
| 341078     | 2007 HK75  | 22 ago 2004 | Kitt Peak         | Spacewatch                | —         | MPC                           |
| 341079     | 2007 HK83  | 23 abr 2007 | Kitt Peak         | Spacewatch                | —         | MPC                           |
| 341080     | 2007 HT83  | 24 abr 2007 | Kitt Peak         | Spacewatch                | —         | MPC                           |
| 341081     | 2007 HZ83  | 26 abr 2007 | Kitt Peak         | Spacewatch                | —         | MPC                           |
| 341082     | 2007 HF86  | 24 abr 2007 | Kitt Peak         | Spacewatch                | —         | MPC                           |
| 341083     | 2007 HJ87  | 24 abr 2007 | Kitt Peak         | Spacewatch                | —         | MPC                           |
| 341084     | 2007 HD90  | 18 abr 2007 | Anderson Mesa     | LONEOS                    | —         | MPC                           |
| 341085     | 2007 HD92  | 20 abr 2007 | Mount Lemmon      | Mount Lemmon Survey       | —         | MPC                           |
| 341086     | 2007 HJ97  | 22 abr 2007 | Mount Lemmon      | Mount Lemmon Survey       | —         | MPC                           |
| 341087     | 2007 HN97  | 17 abr 2007 | Moletai           | K. Černis, J. Zdanavičius | —         | MPC                           |
| 341088     | 2007 JY1   | 7 mai 2007  | Catalina          | CSS                       | —         | MPC                           |
| 341089     | 2007 JK2   | 24 abr 2007 | Mount Lemmon      | Mount Lemmon Survey       | —         | MPC                           |
| 341090     | 2007 JO2   | 7 mai 2007  | Lulin             | LUSS                      | —         | MPC                           |
| 341091     | 2007 JQ2   | 7 mai 2007  | Lulin             | LUSS                      | —         | MPC                           |
| 341092     | 2007 JQ4   | 7 mai 2007  | Kitt Peak         | Spacewatch                | —         | MPC                           |
| 341093     | 2007 JZ4   | 23 jan 2006 | Kitt Peak         | Spacewatch                | —         | MPC                           |
| 341094     | 2007 JK9   | 9 mai 2007  | Catalina          | CSS                       | —         | MPC                           |
| 341095     | 2007 JY9   | 10 mai 2007 | Calvin-Rehoboth   | L. A. Molnar              | —         | MPC                           |
| 341096     | 2007 JF10  | 1 abr 2003  | Apache Point      | SDSS                      | Mitidika  | MPC                           |
| 341097     | 2007 JL13  | 9 mai 2007  | Mount Lemmon      | Mount Lemmon Survey       | —         | MPC                           |
| 341098     | 2007 JO22  | 10 mai 2007 | Mount Lemmon      | Mount Lemmon Survey       | —         | MPC                           |
| 341099     | 2007 JQ24  | 9 mai 2007  | Kitt Peak         | Spacewatch                | —         | MPC                           |
| 341100     | 2007 JX28  | 10 mai 2007 | Kitt Peak         | Spacewatch                | —         | MPC                           |

## 341101–341200
| Designação | Designação | Descoberta  | Descoberta      | Descobridor(es)       | Categoria | Mais informações / Referência |
| Permanente | Provisória | Data        | Local           | Descobridor(es)       | Categoria | Mais informações / Referência |
| ---------- | ---------- | ----------- | --------------- | --------------------- | --------- | ----------------------------- |
| 341101     | 2007 JH30  | 11 mai 2007 | Mount Lemmon    | Mount Lemmon Survey   | —         | MPC                           |
| 341102     | 2007 JT36  | 9 mai 2007  | Mount Lemmon    | Mount Lemmon Survey   | Mitidika  | MPC                           |
| 341103     | 2007 JW40  | 13 mai 2007 | Kitt Peak       | Spacewatch            | Phocaea   | MPC                           |
| 341104     | 2007 KM1   | 17 mai 2007 | Kitt Peak       | Spacewatch            | —         | MPC                           |
| 341105     | 2007 KK4   | 26 mar 2007 | Kitt Peak       | Spacewatch            | —         | MPC                           |
| 341106     | 2007 KN6   | 25 mai 2007 | Mount Lemmon    | Mount Lemmon Survey   | —         | MPC                           |
| 341107     | 2007 KA7   | 23 mai 2007 | Reedy Creek     | J. Broughton          | —         | MPC                           |
| 341108     | 2007 KZ7   | 17 mai 2007 | Catalina        | CSS                   | —         | MPC                           |
| 341109     | 2007 LQ    | 8 jun 2007  | Andrushivka     | Andrushivka Obs.      | —         | MPC                           |
| 341110     | 2007 LE2   | 7 jun 2007  | Kitt Peak       | Spacewatch            | —         | MPC                           |
| 341111     | 2007 LY2   | 8 jun 2007  | Kitt Peak       | Spacewatch            | —         | MPC                           |
| 341112     | 2007 LS3   | 8 jun 2007  | Kitt Peak       | Spacewatch            | —         | MPC                           |
| 341113     | 2007 LT5   | 7 jun 2007  | Kitt Peak       | Spacewatch            | —         | MPC                           |
| 341114     | 2007 LV6   | 8 jun 2007  | Kitt Peak       | Spacewatch            | —         | MPC                           |
| 341115     | 2007 LV11  | 24 mai 2007 | Mount Lemmon    | Mount Lemmon Survey   | —         | MPC                           |
| 341116     | 2007 LK12  | 9 jun 2007  | Kitt Peak       | Spacewatch            | —         | MPC                           |
| 341117     | 2007 LJ14  | 10 jun 2007 | Kitt Peak       | Spacewatch            | —         | MPC                           |
| 341118     | 2007 LZ14  | 12 jun 2007 | La Sagra        | Mallorca Obs.         | —         | MPC                           |
| 341119     | 2007 LM15  | 7 jun 2007  | Kitt Peak       | Spacewatch            | —         | MPC                           |
| 341120     | 2007 LX17  | 11 jun 2007 | Kitt Peak       | Spacewatch            | —         | MPC                           |
| 341121     | 2007 LS20  | 10 jun 2007 | Kitt Peak       | Spacewatch            | —         | MPC                           |
| 341122     | 2007 LF28  | 15 jun 2007 | Kitt Peak       | Spacewatch            | —         | MPC                           |
| 341123     | 2007 LO28  | 15 jun 2007 | Kitt Peak       | Spacewatch            | —         | MPC                           |
| 341124     | 2007 LR33  | 15 jun 2007 | Kitt Peak       | Spacewatch            | —         | MPC                           |
| 341125     | 2007 MC    | 16 jun 2007 | Tiki            | S. F. Hönig, N. Teamo | —         | MPC                           |
| 341126     | 2007 ME    | 16 jun 2007 | Tiki            | S. F. Hönig, N. Teamo | —         | MPC                           |
| 341127     | 2007 MM    | 16 jun 2007 | Kitt Peak       | Spacewatch            | Eos       | MPC                           |
| 341128     | 2007 MZ1   | 18 jun 2007 | Kitt Peak       | Spacewatch            | —         | MPC                           |
| 341129     | 2007 MX4   | 17 jun 2007 | Kitt Peak       | Spacewatch            | Phocaea   | MPC                           |
| 341130     | 2007 MF5   | 17 jun 2007 | Kitt Peak       | Spacewatch            | —         | MPC                           |
| 341131     | 2007 MW5   | 17 jun 2007 | Kitt Peak       | Spacewatch            | —         | MPC                           |
| 341132     | 2007 MD12  | 21 jun 2007 | Mount Lemmon    | Mount Lemmon Survey   | —         | MPC                           |
| 341133     | 2007 ME13  | 22 jun 2007 | Kitt Peak       | Spacewatch            | Phocaea   | MPC                           |
| 341134     | 2007 MK20  | 23 jun 2007 | Kitt Peak       | Spacewatch            | —         | MPC                           |
| 341135     | 2007 OE    | 16 jul 2007 | La Sagra        | Mallorca Obs.         | Flora     | MPC                           |
| 341136     | 2007 OW4   | 21 jul 2007 | Lulin           | LUSS                  | —         | MPC                           |
| 341137     | 2007 OW7   | 27 jul 2007 | Dauban          | Chante-Perdrix Obs.   | —         | MPC                           |
| 341138     | 2007 OX10  | 18 jul 2007 | Mount Lemmon    | Mount Lemmon Survey   | —         | MPC                           |
| 341139     | 2007 PB5   | 5 ago 2007  | Socorro         | LINEAR                | —         | MPC                           |
| 341140     | 2007 PL5   | 6 ago 2007  | Socorro         | LINEAR                | —         | MPC                           |
| 341141     | 2007 PR6   | 9 ago 2007  | Tiki            | S. F. Hönig, N. Teamo | Flora     | MPC                           |
| 341142     | 2007 PN10  | 9 ago 2007  | Socorro         | LINEAR                | —         | MPC                           |
| 341143     | 2007 PM14  | 8 ago 2007  | Socorro         | LINEAR                | —         | MPC                           |
| 341144     | 2007 PA15  | 8 ago 2007  | Socorro         | LINEAR                | —         | MPC                           |
| 341145     | 2007 PR15  | 8 ago 2007  | Socorro         | LINEAR                | —         | MPC                           |
| 341146     | 2007 PV16  | 8 ago 2007  | Socorro         | LINEAR                | —         | MPC                           |
| 341147     | 2007 PV19  | 9 ago 2007  | Kitt Peak       | Spacewatch            | —         | MPC                           |
| 341148     | 2007 PK28  | 14 ago 2007 | Socorro         | LINEAR                | —         | MPC                           |
| 341149     | 2007 PL28  | 15 ago 2007 | Altschwendt     | W. Ries               | —         | MPC                           |
| 341150     | 2007 PA29  | 14 ago 2007 | Siding Spring   | SSS                   | Eos       | MPC                           |
| 341151     | 2007 PZ29  | 8 ago 2007  | Socorro         | LINEAR                | Phocaea   | MPC                           |
| 341152     | 2007 PH30  | 2 abr 2006  | Kitt Peak       | Spacewatch            | —         | MPC                           |
| 341153     | 2007 PE31  | 5 ago 2007  | Socorro         | LINEAR                | —         | MPC                           |
| 341154     | 2007 PJ31  | 6 ago 2007  | Dauban          | Chante-Perdrix Obs.   | —         | MPC                           |
| 341155     | 2007 PF36  | 1 out 2003  | Anderson Mesa   | LONEOS                | —         | MPC                           |
| 341156     | 2007 PR40  | 9 ago 2007  | Socorro         | LINEAR                | Eos       | MPC                           |
| 341157     | 2007 PZ40  | 13 ago 2007 | Socorro         | LINEAR                | —         | MPC                           |
| 341158     | 2007 PD45  | 10 ago 2007 | Kitt Peak       | Spacewatch            | —         | MPC                           |
| 341159     | 2007 PG45  | 10 ago 2007 | Kitt Peak       | Spacewatch            | —         | MPC                           |
| 341160     | 2007 PW46  | 14 ago 2007 | Siding Spring   | SSS                   | —         | MPC                           |
| 341161     | 2007 PE47  | 10 ago 2007 | Kitt Peak       | Spacewatch            | Eos       | MPC                           |
| 341162     | 2007 PW48  | 12 ago 2007 | Purple Mountain | PMO NEO               | —         | MPC                           |
| 341163     | 2007 PM49  | 10 ago 2007 | Kitt Peak       | Spacewatch            | Phocaea   | MPC                           |
| 341164     | 2007 QY9   | 22 ago 2007 | Socorro         | LINEAR                | Eos       | MPC                           |
| 341165     | 2007 QO13  | 24 ago 2007 | Kitt Peak       | Spacewatch            | —         | MPC                           |
| 341166     | 2007 QW13  | 24 ago 2007 | Kitt Peak       | Spacewatch            | —         | MPC                           |
| 341167     | 2007 QA14  | 24 ago 2007 | Kitt Peak       | Spacewatch            | —         | MPC                           |
| 341168     | 2007 QC14  | 24 ago 2007 | Kitt Peak       | Spacewatch            | —         | MPC                           |
| 341169     | 2007 QD14  | 24 ago 2007 | Kitt Peak       | Spacewatch            | —         | MPC                           |
| 341170     | 2007 QE14  | 24 ago 2007 | Kitt Peak       | Spacewatch            | —         | MPC                           |
| 341171     | 2007 QG16  | 23 ago 2007 | Kitt Peak       | Spacewatch            | —         | MPC                           |
| 341172     | 2007 QW16  | 23 ago 2007 | Kitt Peak       | Spacewatch            | —         | MPC                           |
| 341173     | 2007 RX    | 3 set 2007  | Eskridge        | G. Hug                | —         | MPC                           |
| 341174     | 2007 RD8   | 5 set 2007  | Marly           | P. Kocher             | —         | MPC                           |
| 341175     | 2007 RP8   | 8 set 2007  | Eskridge        | G. Hug                | —         | MPC                           |
| 341176     | 2007 RO10  | 3 set 2007  | Catalina        | CSS                   | —         | MPC                           |
| 341177     | 2007 RQ10  | 3 set 2007  | Catalina        | CSS                   | —         | MPC                           |
| 341178     | 2007 RG12  | 11 set 2007 | Eskridge        | G. Hug                | —         | MPC                           |
| 341179     | 2007 RT14  | 11 set 2007 | Dauban          | Chante-Perdrix Obs.   | —         | MPC                           |
| 341180     | 2007 RY16  | 13 set 2007 | Eskridge        | G. Hug                | —         | MPC                           |
| 341181     | 2007 RW18  | 12 set 2007 | Dauban          | Chante-Perdrix Obs.   | —         | MPC                           |
| 341182     | 2007 RW20  | 3 set 2007  | Catalina        | CSS                   | —         | MPC                           |
| 341183     | 2007 RU21  | 3 set 2007  | Catalina        | CSS                   | —         | MPC                           |
| 341184     | 2007 RJ28  | 4 set 2007  | Catalina        | CSS                   | —         | MPC                           |
| 341185     | 2007 RX32  | 5 set 2007  | Catalina        | CSS                   | —         | MPC                           |
| 341186     | 2007 RC43  | 9 set 2007  | Kitt Peak       | Spacewatch            | —         | MPC                           |
| 341187     | 2007 RZ47  | 9 set 2007  | Mount Lemmon    | Mount Lemmon Survey   | Themis    | MPC                           |
| 341188     | 2007 RJ50  | 9 set 2007  | Kitt Peak       | Spacewatch            | —         | MPC                           |
| 341189     | 2007 RK51  | 9 set 2007  | Kitt Peak       | Spacewatch            | —         | MPC                           |
| 341190     | 2007 RL52  | 9 set 2007  | Kitt Peak       | Spacewatch            | —         | MPC                           |
| 341191     | 2007 RO52  | 9 set 2007  | Kitt Peak       | Spacewatch            | Brangane  | MPC                           |
| 341192     | 2007 RB53  | 9 set 2007  | Kitt Peak       | Spacewatch            | Maria     | MPC                           |
| 341193     | 2007 RG60  | 10 set 2007 | Catalina        | CSS                   | —         | MPC                           |
| 341194     | 2007 RT63  | 10 set 2007 | Mount Lemmon    | Mount Lemmon Survey   | Eos       | MPC                           |
| 341195     | 2007 RO65  | 10 set 2007 | Mount Lemmon    | Mount Lemmon Survey   | —         | MPC                           |
| 341196     | 2007 RH67  | 10 set 2007 | Mount Lemmon    | Mount Lemmon Survey   | —         | MPC                           |
| 341197     | 2007 RS70  | 10 set 2007 | Kitt Peak       | Spacewatch            | —         | MPC                           |
| 341198     | 2007 RJ71  | 10 set 2007 | Kitt Peak       | Spacewatch            | —         | MPC                           |
| 341199     | 2007 RH72  | 10 set 2007 | Kitt Peak       | Spacewatch            | —         | MPC                           |
| 341200     | 2007 RF80  | 10 set 2007 | Mount Lemmon    | Mount Lemmon Survey   | —         | MPC                           |

## 341201–341300
| Designação | Designação | Descoberta  | Descoberta       | Descobridor(es)     | Categoria | Mais informações / Referência |
| Permanente | Provisória | Data        | Local            | Descobridor(es)     | Categoria | Mais informações / Referência |
| ---------- | ---------- | ----------- | ---------------- | ------------------- | --------- | ----------------------------- |
| 341201     | 2007 RV80  | 10 set 2007 | Mount Lemmon     | Mount Lemmon Survey | —         | MPC                           |
| 341202     | 2007 RP83  | 10 set 2007 | Mount Lemmon     | Mount Lemmon Survey | —         | MPC                           |
| 341203     | 2007 RC91  | 10 set 2007 | Mount Lemmon     | Mount Lemmon Survey | —         | MPC                           |
| 341204     | 2007 RX94  | 10 set 2007 | Kitt Peak        | Spacewatch          | Maria     | MPC                           |
| 341205     | 2007 RO101 | 11 set 2007 | Mount Lemmon     | Mount Lemmon Survey | —         | MPC                           |
| 341206     | 2007 RD109 | 11 set 2007 | Kitt Peak        | Spacewatch          | —         | MPC                           |
| 341207     | 2007 RX110 | 11 set 2007 | Mount Lemmon     | Mount Lemmon Survey | —         | MPC                           |
| 341208     | 2007 RV111 | 11 set 2007 | Kitt Peak        | Spacewatch          | —         | MPC                           |
| 341209     | 2007 RF116 | 11 set 2007 | Kitt Peak        | Spacewatch          | —         | MPC                           |
| 341210     | 2007 RQ117 | 11 set 2007 | Kitt Peak        | Spacewatch          | —         | MPC                           |
| 341211     | 2007 RW118 | 11 set 2007 | Kitt Peak        | Spacewatch          | —         | MPC                           |
| 341212     | 2007 RY122 | 12 set 2007 | Mount Lemmon     | Mount Lemmon Survey | —         | MPC                           |
| 341213     | 2007 RQ124 | 12 set 2007 | Mount Lemmon     | Mount Lemmon Survey | —         | MPC                           |
| 341214     | 2007 RT126 | 12 set 2007 | Mount Lemmon     | Mount Lemmon Survey | —         | MPC                           |
| 341215     | 2007 RM127 | 12 set 2007 | Mount Lemmon     | Mount Lemmon Survey | —         | MPC                           |
| 341216     | 2007 RB128 | 12 set 2007 | Mount Lemmon     | Mount Lemmon Survey | —         | MPC                           |
| 341217     | 2007 RX128 | 12 set 2007 | Mount Lemmon     | Mount Lemmon Survey | Brangane  | MPC                           |
| 341218     | 2007 RG129 | 12 set 2007 | Mount Lemmon     | Mount Lemmon Survey | —         | MPC                           |
| 341219     | 2007 RV130 | 12 set 2007 | Mount Lemmon     | Mount Lemmon Survey | —         | MPC                           |
| 341220     | 2007 RV133 | 10 set 2007 | Kitt Peak        | Spacewatch          | —         | MPC                           |
| 341221     | 2007 RB135 | 12 set 2007 | Mount Lemmon     | Mount Lemmon Survey | —         | MPC                           |
| 341222     | 2007 RT138 | 15 set 2007 | Lulin            | LUSS                | —         | MPC                           |
| 341223     | 2007 RF142 | 13 set 2007 | Socorro          | LINEAR              | Juno      | MPC                           |
| 341224     | 2007 RH142 | 13 set 2007 | Socorro          | LINEAR              | —         | MPC                           |
| 341225     | 2007 RB143 | 14 set 2007 | Socorro          | LINEAR              | —         | MPC                           |
| 341226     | 2007 RW143 | 14 set 2007 | Socorro          | LINEAR              | —         | MPC                           |
| 341227     | 2007 RM146 | 10 set 2007 | Kitt Peak        | Spacewatch          | —         | MPC                           |
| 341228     | 2007 RK150 | 14 set 2007 | Catalina         | CSS                 | —         | MPC                           |
| 341229     | 2007 RJ153 | 4 mai 2006  | Mount Lemmon     | Mount Lemmon Survey | —         | MPC                           |
| 341230     | 2007 RO153 | 10 set 2007 | Kitt Peak        | Spacewatch          | —         | MPC                           |
| 341231     | 2007 RG156 | 10 set 2007 | Mount Lemmon     | Mount Lemmon Survey | —         | MPC                           |
| 341232     | 2007 RY158 | 12 set 2007 | Mount Lemmon     | Mount Lemmon Survey | —         | MPC                           |
| 341233     | 2007 RJ162 | 13 set 2007 | Goodricke-Pigott | R. A. Tucker        | —         | MPC                           |
| 341234     | 2007 RD169 | 10 set 2007 | Kitt Peak        | Spacewatch          | —         | MPC                           |
| 341235     | 2007 RP169 | 10 set 2007 | Kitt Peak        | Spacewatch          | —         | MPC                           |
| 341236     | 2007 RM171 | 10 set 2007 | Kitt Peak        | Spacewatch          | —         | MPC                           |
| 341237     | 2007 RO171 | 10 set 2007 | Kitt Peak        | Spacewatch          | —         | MPC                           |
| 341238     | 2007 RQ174 | 10 set 2007 | Kitt Peak        | Spacewatch          | —         | MPC                           |
| 341239     | 2007 RW174 | 10 set 2007 | Kitt Peak        | Spacewatch          | —         | MPC                           |
| 341240     | 2007 RB176 | 8 set 2007  | Catalina         | CSS                 | —         | MPC                           |
| 341241     | 2007 RD176 | 9 set 2007  | Mount Lemmon     | Mount Lemmon Survey | —         | MPC                           |
| 341242     | 2007 RH178 | 10 set 2007 | Kitt Peak        | Spacewatch          | —         | MPC                           |
| 341243     | 2007 RJ179 | 10 set 2007 | Mount Lemmon     | Mount Lemmon Survey | —         | MPC                           |
| 341244     | 2007 RD189 | 10 set 2007 | Catalina         | CSS                 | —         | MPC                           |
| 341245     | 2007 RG191 | 11 set 2007 | Kitt Peak        | Spacewatch          | —         | MPC                           |
| 341246     | 2007 RP202 | 13 set 2007 | Kitt Peak        | Spacewatch          | —         | MPC                           |
| 341247     | 2007 RP203 | 9 set 2007  | Mount Lemmon     | Mount Lemmon Survey | —         | MPC                           |
| 341248     | 2007 RQ203 | 13 set 2007 | Kitt Peak        | Spacewatch          | —         | MPC                           |
| 341249     | 2007 RD205 | 9 set 2007  | Kitt Peak        | Spacewatch          | —         | MPC                           |
| 341250     | 2007 RX206 | 10 set 2007 | Kitt Peak        | Spacewatch          | —         | MPC                           |
| 341251     | 2007 RR208 | 10 set 2007 | Kitt Peak        | Spacewatch          | —         | MPC                           |
| 341252     | 2007 RP212 | 11 set 2007 | Lulin            | LUSS                | —         | MPC                           |
| 341253     | 2007 RS214 | 12 set 2007 | Kitt Peak        | Spacewatch          | —         | MPC                           |
| 341254     | 2007 RC215 | 12 set 2007 | Kitt Peak        | Spacewatch          | —         | MPC                           |
| 341255     | 2007 RM216 | 13 set 2007 | Catalina         | CSS                 | —         | MPC                           |
| 341256     | 2007 RB228 | 10 set 2007 | Mount Lemmon     | Mount Lemmon Survey | —         | MPC                           |
| 341257     | 2007 RD230 | 11 set 2007 | Kitt Peak        | Spacewatch          | —         | MPC                           |
| 341258     | 2007 RM233 | 12 set 2007 | Catalina         | CSS                 | —         | MPC                           |
| 341259     | 2007 RR233 | 12 set 2007 | Catalina         | CSS                 | —         | MPC                           |
| 341260     | 2007 RA234 | 12 set 2007 | Catalina         | CSS                 | —         | MPC                           |
| 341261     | 2007 RS235 | 12 set 2007 | Mount Lemmon     | Mount Lemmon Survey | —         | MPC                           |
| 341262     | 2007 RJ246 | 12 set 2007 | Mount Lemmon     | Mount Lemmon Survey | —         | MPC                           |
| 341263     | 2007 RR249 | 13 set 2007 | Mount Lemmon     | Mount Lemmon Survey | —         | MPC                           |
| 341264     | 2007 RF250 | 13 set 2007 | Kitt Peak        | Spacewatch          | —         | MPC                           |
| 341265     | 2007 RJ251 | 13 set 2007 | Kitt Peak        | Spacewatch          | —         | MPC                           |
| 341266     | 2007 RL254 | 14 set 2007 | Kitt Peak        | Spacewatch          | —         | MPC                           |
| 341267     | 2007 RR254 | 14 set 2007 | Kitt Peak        | Spacewatch          | —         | MPC                           |
| 341268     | 2007 RJ258 | 14 set 2007 | Kitt Peak        | Spacewatch          | —         | MPC                           |
| 341269     | 2007 RC261 | 14 set 2007 | Kitt Peak        | Spacewatch          | —         | MPC                           |
| 341270     | 2007 RE264 | 15 set 2007 | Mount Lemmon     | Mount Lemmon Survey | —         | MPC                           |
| 341271     | 2007 RL271 | 15 set 2007 | Mount Lemmon     | Mount Lemmon Survey | —         | MPC                           |
| 341272     | 2007 RS271 | 15 set 2007 | Mount Lemmon     | Mount Lemmon Survey | —         | MPC                           |
| 341273     | 2007 RY280 | 13 set 2007 | Catalina         | CSS                 | —         | MPC                           |
| 341274     | 2007 RD281 | 13 set 2007 | Catalina         | CSS                 | —         | MPC                           |
| 341275     | 2007 RG283 | 15 set 2007 | Palomar          | Palomar Obs.        | —         | MPC                           |
| 341276     | 2007 RD284 | 9 set 2007  | Kitt Peak        | Spacewatch          | —         | MPC                           |
| 341277     | 2007 RG284 | 10 set 2007 | Kitt Peak        | Spacewatch          | —         | MPC                           |
| 341278     | 2007 RL284 | 11 set 2007 | Mount Lemmon     | Mount Lemmon Survey | Themis    | MPC                           |
| 341279     | 2007 RV284 | 12 set 2007 | Mount Lemmon     | Mount Lemmon Survey | —         | MPC                           |
| 341280     | 2007 RA285 | 12 set 2007 | Mount Lemmon     | Mount Lemmon Survey | —         | MPC                           |
| 341281     | 2007 RC285 | 12 set 2007 | Mount Lemmon     | Mount Lemmon Survey | —         | MPC                           |
| 341282     | 2007 RX285 | 14 set 2007 | Mount Lemmon     | Mount Lemmon Survey | Ursula    | MPC                           |
| 341283     | 2007 RA290 | 14 set 2007 | Mount Lemmon     | Mount Lemmon Survey | —         | MPC                           |
| 341284     | 2007 RA291 | 10 set 2007 | Mount Lemmon     | Mount Lemmon Survey | —         | MPC                           |
| 341285     | 2007 RY292 | 12 set 2007 | Mount Lemmon     | Mount Lemmon Survey | —         | MPC                           |
| 341286     | 2007 RN293 | 13 set 2007 | Mount Lemmon     | Mount Lemmon Survey | —         | MPC                           |
| 341287     | 2007 RS293 | 13 set 2007 | Mount Lemmon     | Mount Lemmon Survey | —         | MPC                           |
| 341288     | 2007 RA294 | 13 set 2007 | Kitt Peak        | Spacewatch          | —         | MPC                           |
| 341289     | 2007 RC294 | 13 set 2007 | Kitt Peak        | Spacewatch          | —         | MPC                           |
| 341290     | 2007 RE294 | 13 set 2007 | Kitt Peak        | Spacewatch          | —         | MPC                           |
| 341291     | 2007 RD296 | 12 set 2007 | Mount Lemmon     | Mount Lemmon Survey | —         | MPC                           |
| 341292     | 2007 RW298 | 11 set 2007 | Kitt Peak        | Spacewatch          | —         | MPC                           |
| 341293     | 2007 RJ302 | 14 set 2007 | Mount Lemmon     | Mount Lemmon Survey | —         | MPC                           |
| 341294     | 2007 RK308 | 11 set 2007 | Mount Lemmon     | Mount Lemmon Survey | —         | MPC                           |
| 341295     | 2007 RE311 | 5 set 2007  | Catalina         | CSS                 | —         | MPC                           |
| 341296     | 2007 RQ316 | 9 set 2007  | Mount Lemmon     | Mount Lemmon Survey | —         | MPC                           |
| 341297     | 2007 RB317 | 10 set 2007 | Kitt Peak        | Spacewatch          | —         | MPC                           |
| 341298     | 2007 RP317 | 10 set 2007 | Mount Lemmon     | Mount Lemmon Survey | —         | MPC                           |
| 341299     | 2007 RQ317 | 10 set 2007 | Mount Lemmon     | Mount Lemmon Survey | —         | MPC                           |
| 341300     | 2007 RX317 | 10 set 2007 | Catalina         | CSS                 | —         | MPC                           |

## 341301–341400
| Designação         | Designação | Descoberta  | Descoberta       | Descobridor(es)      | Categoria | Mais informações / Referência |
| Permanente         | Provisória | Data        | Local            | Descobridor(es)      | Categoria | Mais informações / Referência |
| ------------------ | ---------- | ----------- | ---------------- | -------------------- | --------- | ----------------------------- |
| 341301             | 2007 RJ320 | 13 set 2007 | Catalina         | CSS                  | Ursula    | MPC                           |
| 341302             | 2007 RA322 | 10 set 2007 | Mount Lemmon     | Mount Lemmon Survey  | —         | MPC                           |
| 341303             | 2007 RF323 | 15 set 2007 | Mount Lemmon     | Mount Lemmon Survey  | —         | MPC                           |
| 341304             | 2007 RF324 | 14 set 2007 | Kitt Peak        | Spacewatch           | Themis    | MPC                           |
| 341305             | 2007 RL324 | 15 set 2007 | Mount Lemmon     | Mount Lemmon Survey  | Brangane  | MPC                           |
| 341306             | 2007 RQ324 | 10 set 2007 | Mount Lemmon     | Mount Lemmon Survey  | —         | MPC                           |
| 341307             | 2007 RZ324 | 13 set 2007 | Mount Lemmon     | Mount Lemmon Survey  | —         | MPC                           |
| 341308             | 2007 SN1   | 18 set 2007 | Goodricke-Pigott | R. A. Tucker         | —         | MPC                           |
| 341309             | 2007 SW3   | 16 set 2007 | Socorro          | LINEAR               | —         | MPC                           |
| 341310             | 2007 ST7   | 18 set 2007 | Kitt Peak        | Spacewatch           | —         | MPC                           |
| 341311             | 2007 SL15  | 25 set 2007 | Mount Lemmon     | Mount Lemmon Survey  | —         | MPC                           |
| 341312             | 2007 ST19  | 24 set 2007 | Kitt Peak        | Spacewatch           | —         | MPC                           |
| 341313             | 2007 SW19  | 26 set 2007 | Mount Lemmon     | Mount Lemmon Survey  | —         | MPC                           |
| 341314             | 2007 SC20  | 19 set 2007 | Catalina         | CSS                  | —         | MPC                           |
| 341315             | 2007 SB21  | 18 set 2007 | Kitt Peak        | Spacewatch           | —         | MPC                           |
| 341316             | 2007 SR21  | 18 set 2007 | Socorro          | LINEAR               | —         | MPC                           |
| 341317             | 2007 TE    | 1 out 2007  | Gaisberg         | R. Gierlinger        | —         | MPC                           |
| 341318             | 2007 TQ1   | 4 out 2007  | Kitt Peak        | Spacewatch           | —         | MPC                           |
| 341319             | 2007 TL4   | 6 out 2007  | 7300 Observatory | W. K. Y. Yeung       | —         | MPC                           |
| 341320             | 2007 TP4   | 6 out 2007  | 7300             | W. K. Y. Yeung       | —         | MPC                           |
| 341321             | 2007 TK14  | 7 out 2007  | Altschwendt      | W. Ries              | —         | MPC                           |
| 341322             | 2007 TM14  | 7 out 2007  | Altschwendt      | W. Ries              | —         | MPC                           |
| 341323             | 2007 TO16  | 8 out 2007  | Socorro          | LINEAR               | —         | MPC                           |
| 341324             | 2007 TA17  | 7 out 2007  | Calvin-Rehoboth  | Calvin–Rehoboth Obs. | —         | MPC                           |
| 341325             | 2007 TN20  | 8 out 2007  | Socorro          | LINEAR               | —         | MPC                           |
| 341326             | 2007 TD23  | 6 out 2007  | Bisei SG Center  | BATTeRS              | —         | MPC                           |
| 341327             | 2007 TF26  | 4 out 2007  | Mount Lemmon     | Mount Lemmon Survey  | Themis    | MPC                           |
| 341328             | 2007 TD28  | 4 out 2007  | Kitt Peak        | Spacewatch           | —         | MPC                           |
| 341329             | 2007 TZ30  | 12 set 2007 | Mount Lemmon     | Mount Lemmon Survey  | —         | MPC                           |
| 341330             | 2007 TK33  | 6 out 2007  | Kitt Peak        | Spacewatch           | —         | MPC                           |
| 341331             | 2007 TA34  | 6 out 2007  | Kitt Peak        | Spacewatch           | —         | MPC                           |
| 341332             | 2007 TD34  | 6 out 2007  | Kitt Peak        | Spacewatch           | —         | MPC                           |
| 341333             | 2007 TV34  | 6 out 2007  | Kitt Peak        | Spacewatch           | —         | MPC                           |
| 341334             | 2007 TW35  | 7 out 2007  | Mount Lemmon     | Mount Lemmon Survey  | —         | MPC                           |
| 341335             | 2007 TZ35  | 9 out 2007  | Kitt Peak        | Spacewatch           | —         | MPC                           |
| 341336             | 2007 TU36  | 4 out 2007  | Kitt Peak        | Spacewatch           | —         | MPC                           |
| 341337             | 2007 TY37  | 4 out 2007  | Catalina         | CSS                  | —         | MPC                           |
| 341338             | 2007 TC39  | 6 out 2007  | Kitt Peak        | Spacewatch           | Brangane  | MPC                           |
| 341339             | 2007 TW40  | 6 out 2007  | Kitt Peak        | Spacewatch           | —         | MPC                           |
| 341340             | 2007 TZ40  | 6 out 2007  | Kitt Peak        | Spacewatch           | —         | MPC                           |
| 341341             | 2007 TG43  | 7 out 2007  | Mount Lemmon     | Mount Lemmon Survey  | —         | MPC                           |
| 341342             | 2007 TQ44  | 7 out 2007  | Mount Lemmon     | Mount Lemmon Survey  | —         | MPC                           |
| 341343             | 2007 TD45  | 7 out 2007  | Mount Lemmon     | Mount Lemmon Survey  | —         | MPC                           |
| 341344             | 2007 TM46  | 8 out 2007  | Mount Lemmon     | Mount Lemmon Survey  | —         | MPC                           |
| 341345             | 2007 TF47  | 4 out 2007  | Kitt Peak        | Spacewatch           | —         | MPC                           |
| 341346             | 2007 TN47  | 4 out 2007  | Kitt Peak        | Spacewatch           | —         | MPC                           |
| 341347             | 2007 TW49  | 4 out 2007  | Kitt Peak        | Spacewatch           | —         | MPC                           |
| 341348             | 2007 TC51  | 4 out 2007  | Kitt Peak        | Spacewatch           | —         | MPC                           |
| 341349             | 2007 TR51  | 4 out 2007  | Kitt Peak        | Spacewatch           | —         | MPC                           |
| 341350             | 2007 TK53  | 4 out 2007  | Kitt Peak        | Spacewatch           | —         | MPC                           |
| 341351             | 2007 TZ53  | 4 out 2007  | Kitt Peak        | Spacewatch           | —         | MPC                           |
| 341352             | 2007 TT58  | 5 out 2007  | Kitt Peak        | Spacewatch           | —         | MPC                           |
| 341353             | 2007 TJ59  | 5 out 2007  | Kitt Peak        | Spacewatch           | —         | MPC                           |
| 341354             | 2007 TS59  | 5 out 2007  | Kitt Peak        | Spacewatch           | —         | MPC                           |
| 341355             | 2007 TF60  | 5 out 2007  | Kitt Peak        | Spacewatch           | —         | MPC                           |
| 341356             | 2007 TW62  | 7 out 2007  | Mount Lemmon     | Mount Lemmon Survey  | —         | MPC                           |
| 341357             | 2007 TZ64  | 7 out 2007  | Mount Lemmon     | Mount Lemmon Survey  | —         | MPC                           |
| 341358             | 2007 TS66  | 11 out 2007 | La Sagra         | Mallorca Obs.        | —         | MPC                           |
| 341359 Gregneumann | 2007 TV69  | 14 out 2007 | CBA-NOVAC        | D. R. Skillman       | Brangane  | MPC                           |
| 341360             | 2007 TB71  | 13 out 2007 | Calvin-Rehoboth  | Calvin–Rehoboth Obs. | —         | MPC                           |
| 341361             | 2007 TP73  | 7 out 2007  | Antares          | ARO                  | —         | MPC                           |
| 341362             | 2007 TD78  | 5 out 2007  | Kitt Peak        | Spacewatch           | —         | MPC                           |
| 341363             | 2007 TU84  | 8 out 2007  | Kitt Peak        | Spacewatch           | —         | MPC                           |
| 341364             | 2007 TE86  | 8 out 2007  | Mount Lemmon     | Mount Lemmon Survey  | —         | MPC                           |
| 341365             | 2007 TB87  | 8 out 2007  | Mount Lemmon     | Mount Lemmon Survey  | —         | MPC                           |
| 341366             | 2007 TJ93  | 6 out 2007  | Kitt Peak        | Spacewatch           | —         | MPC                           |
| 341367             | 2007 TQ93  | 12 set 2007 | Mount Lemmon     | Mount Lemmon Survey  | —         | MPC                           |
| 341368             | 2007 TT94  | 7 out 2007  | Catalina         | CSS                  | —         | MPC                           |
| 341369             | 2007 TU95  | 7 out 2007  | Kitt Peak        | Spacewatch           | —         | MPC                           |
| 341370             | 2007 TC101 | 8 out 2007  | Mount Lemmon     | Mount Lemmon Survey  | —         | MPC                           |
| 341371             | 2007 TD101 | 8 out 2007  | Mount Lemmon     | Mount Lemmon Survey  | —         | MPC                           |
| 341372             | 2007 TA107 | 4 out 2007  | Kitt Peak        | Spacewatch           | —         | MPC                           |
| 341373             | 2007 TR107 | 13 set 2007 | Mount Lemmon     | Mount Lemmon Survey  | —         | MPC                           |
| 341374             | 2007 TB108 | 6 out 2007  | La Cañada        | J. Lacruz            | —         | MPC                           |
| 341375             | 2007 TW108 | 7 out 2007  | Catalina         | CSS                  | —         | MPC                           |
| 341376             | 2007 TD113 | 8 out 2007  | Catalina         | CSS                  | —         | MPC                           |
| 341377             | 2007 TX115 | 8 out 2007  | Mount Lemmon     | Mount Lemmon Survey  | —         | MPC                           |
| 341378             | 2007 TH119 | 9 out 2007  | Kitt Peak        | Spacewatch           | Brangane  | MPC                           |
| 341379             | 2007 TW120 | 4 out 2007  | Kitt Peak        | Spacewatch           | —         | MPC                           |
| 341380             | 2007 TZ120 | 5 out 2007  | Kitt Peak        | Spacewatch           | —         | MPC                           |
| 341381             | 2007 TJ121 | 5 out 2007  | Kitt Peak        | Spacewatch           | —         | MPC                           |
| 341382             | 2007 TA123 | 6 out 2007  | Kitt Peak        | Spacewatch           | —         | MPC                           |
| 341383             | 2007 TL123 | 6 out 2007  | Kitt Peak        | Spacewatch           | —         | MPC                           |
| 341384             | 2007 TB124 | 6 out 2007  | Kitt Peak        | Spacewatch           | —         | MPC                           |
| 341385             | 2007 TH126 | 6 out 2007  | Kitt Peak        | Spacewatch           | —         | MPC                           |
| 341386             | 2007 TS126 | 6 out 2007  | Kitt Peak        | Spacewatch           | —         | MPC                           |
| 341387             | 2007 TA127 | 6 out 2007  | Kitt Peak        | Spacewatch           | Brangane  | MPC                           |
| 341388             | 2007 TO128 | 6 out 2007  | Kitt Peak        | Spacewatch           | —         | MPC                           |
| 341389             | 2007 TP129 | 6 out 2007  | Kitt Peak        | Spacewatch           | —         | MPC                           |
| 341390             | 2007 TY130 | 7 out 2007  | Kitt Peak        | Spacewatch           | —         | MPC                           |
| 341391             | 2007 TV131 | 7 out 2007  | Mount Lemmon     | Mount Lemmon Survey  | —         | MPC                           |
| 341392             | 2007 TA134 | 7 out 2007  | Mount Lemmon     | Mount Lemmon Survey  | Ursula    | MPC                           |
| 341393             | 2007 TN137 | 8 out 2007  | Catalina         | CSS                  | —         | MPC                           |
| 341394             | 2007 TO138 | 9 out 2007  | Catalina         | CSS                  | —         | MPC                           |
| 341395             | 2007 TB140 | 9 out 2007  | Catalina         | CSS                  | —         | MPC                           |
| 341396             | 2007 TY140 | 9 out 2007  | Mount Lemmon     | Mount Lemmon Survey  | —         | MPC                           |
| 341397             | 2007 TB144 | 6 out 2007  | Socorro          | LINEAR               | —         | MPC                           |
| 341398             | 2007 TC151 | 9 out 2007  | Socorro          | LINEAR               | —         | MPC                           |
| 341399             | 2007 TP152 | 9 out 2007  | Socorro          | LINEAR               | —         | MPC                           |
| 341400             | 2007 TD158 | 9 out 2007  | Socorro          | LINEAR               | —         | MPC                           |

## 341401–341500
| Designação | Designação | Descoberta  | Descoberta    | Descobridor(es)     | Categoria | Mais informações / Referência |
| Permanente | Provisória | Data        | Local         | Descobridor(es)     | Categoria | Mais informações / Referência |
| ---------- | ---------- | ----------- | ------------- | ------------------- | --------- | ----------------------------- |
| 341401     | 2007 TE158 | 9 out 2007  | Socorro       | LINEAR              | —         | MPC                           |
| 341402     | 2007 TH161 | 11 out 2007 | Socorro       | LINEAR              | —         | MPC                           |
| 341403     | 2007 TP161 | 11 out 2007 | Socorro       | LINEAR              | —         | MPC                           |
| 341404     | 2007 TS162 | 1 mai 2006  | Catalina      | CSS                 | —         | MPC                           |
| 341405     | 2007 TZ162 | 11 out 2007 | Socorro       | LINEAR              | —         | MPC                           |
| 341406     | 2007 TT167 | 12 out 2007 | Socorro       | LINEAR              | —         | MPC                           |
| 341407     | 2007 TU167 | 12 out 2007 | Socorro       | LINEAR              | Brangane  | MPC                           |
| 341408     | 2007 TZ168 | 12 out 2007 | Socorro       | LINEAR              | —         | MPC                           |
| 341409     | 2007 TM170 | 12 out 2007 | Socorro       | LINEAR              | —         | MPC                           |
| 341410     | 2007 TN173 | 4 out 2007  | Kitt Peak     | Spacewatch          | —         | MPC                           |
| 341411     | 2007 TV173 | 4 out 2007  | Kitt Peak     | Spacewatch          | —         | MPC                           |
| 341412     | 2007 TQ182 | 8 out 2007  | Anderson Mesa | LONEOS              | —         | MPC                           |
| 341413     | 2007 TW184 | 13 out 2007 | Gaisberg      | R. Gierlinger       | —         | MPC                           |
| 341414     | 2007 TC186 | 13 out 2007 | Socorro       | LINEAR              | —         | MPC                           |
| 341415     | 2007 TR186 | 8 out 2007  | Anderson Mesa | LONEOS              | —         | MPC                           |
| 341416     | 2007 TU189 | 10 set 2007 | Mount Lemmon  | Mount Lemmon Survey | —         | MPC                           |
| 341417     | 2007 TC195 | 7 out 2007  | Mount Lemmon  | Mount Lemmon Survey | —         | MPC                           |
| 341418     | 2007 TZ198 | 8 out 2007  | Kitt Peak     | Spacewatch          | —         | MPC                           |
| 341419     | 2007 TC200 | 16 mai 2005 | Mount Lemmon  | Mount Lemmon Survey | —         | MPC                           |
| 341420     | 2007 TH201 | 8 out 2007  | Kitt Peak     | Spacewatch          | —         | MPC                           |
| 341421     | 2007 TW201 | 8 out 2007  | Mount Lemmon  | Mount Lemmon Survey | —         | MPC                           |
| 341422     | 2007 TL203 | 8 out 2007  | Mount Lemmon  | Mount Lemmon Survey | Brangane  | MPC                           |
| 341423     | 2007 TZ203 | 10 set 2007 | Mount Lemmon  | Mount Lemmon Survey | —         | MPC                           |
| 341424     | 2007 TJ204 | 8 out 2007  | Mount Lemmon  | Mount Lemmon Survey | —         | MPC                           |
| 341425     | 2007 TP204 | 8 out 2007  | Mount Lemmon  | Mount Lemmon Survey | —         | MPC                           |
| 341426     | 2007 TV205 | 9 out 2007  | Anderson Mesa | LONEOS              | —         | MPC                           |
| 341427     | 2007 TB216 | 7 out 2007  | Kitt Peak     | Spacewatch          | Ursula    | MPC                           |
| 341428     | 2007 TB217 | 7 out 2007  | Kitt Peak     | Spacewatch          | Brangane  | MPC                           |
| 341429     | 2007 TB222 | 9 out 2007  | Kitt Peak     | Spacewatch          | —         | MPC                           |
| 341430     | 2007 TX222 | 10 out 2007 | Kitt Peak     | Spacewatch          | —         | MPC                           |
| 341431     | 2007 TC229 | 8 out 2007  | Kitt Peak     | Spacewatch          | —         | MPC                           |
| 341432     | 2007 TA230 | 8 out 2007  | Catalina      | CSS                 | Brangane  | MPC                           |
| 341433     | 2007 TW230 | 8 out 2007  | Kitt Peak     | Spacewatch          | —         | MPC                           |
| 341434     | 2007 TS231 | 8 out 2007  | Kitt Peak     | Spacewatch          | —         | MPC                           |
| 341435     | 2007 TJ232 | 8 out 2007  | Kitt Peak     | Spacewatch          | —         | MPC                           |
| 341436     | 2007 TC233 | 8 out 2007  | Kitt Peak     | Spacewatch          | —         | MPC                           |
| 341437     | 2007 TL236 | 14 set 2007 | Mount Lemmon  | Mount Lemmon Survey | Ursula    | MPC                           |
| 341438     | 2007 TU236 | 9 out 2007  | Mount Lemmon  | Mount Lemmon Survey | —         | MPC                           |
| 341439     | 2007 TV238 | 10 out 2007 | Mount Lemmon  | Mount Lemmon Survey | —         | MPC                           |
| 341440     | 2007 TF240 | 14 out 2007 | Socorro       | LINEAR              | Brangane  | MPC                           |
| 341441     | 2007 TA245 | 8 out 2007  | Catalina      | CSS                 | —         | MPC                           |
| 341442     | 2007 TK245 | 8 out 2007  | Catalina      | CSS                 | —         | MPC                           |
| 341443     | 2007 TY246 | 9 out 2007  | Catalina      | CSS                 | —         | MPC                           |
| 341444     | 2007 TP250 | 11 out 2007 | Mount Lemmon  | Mount Lemmon Survey | —         | MPC                           |
| 341445     | 2007 TQ254 | 8 out 2007  | Mount Lemmon  | Mount Lemmon Survey | —         | MPC                           |
| 341446     | 2007 TC256 | 10 out 2007 | Kitt Peak     | Spacewatch          | Brangane  | MPC                           |
| 341447     | 2007 TN261 | 10 out 2007 | Kitt Peak     | Spacewatch          | —         | MPC                           |
| 341448     | 2007 TG265 | 11 out 2007 | Kitt Peak     | Spacewatch          | Maria     | MPC                           |
| 341449     | 2007 TK268 | 9 out 2007  | Kitt Peak     | Spacewatch          | Brangane  | MPC                           |
| 341450     | 2007 TP269 | 9 out 2007  | Kitt Peak     | Spacewatch          | —         | MPC                           |
| 341451     | 2007 TB271 | 9 out 2007  | Kitt Peak     | Spacewatch          | —         | MPC                           |
| 341452     | 2007 TM271 | 9 out 2007  | Kitt Peak     | Spacewatch          | Brangane  | MPC                           |
| 341453     | 2007 TN271 | 9 out 2007  | Kitt Peak     | Spacewatch          | —         | MPC                           |
| 341454     | 2007 TP287 | 12 set 2007 | Catalina      | CSS                 | —         | MPC                           |
| 341455     | 2007 TF299 | 12 out 2007 | Kitt Peak     | Spacewatch          | —         | MPC                           |
| 341456     | 2007 TV300 | 12 out 2007 | Kitt Peak     | Spacewatch          | —         | MPC                           |
| 341457     | 2007 TY303 | 12 out 2007 | Mount Lemmon  | Mount Lemmon Survey | —         | MPC                           |
| 341458     | 2007 TC305 | 13 out 2007 | Mount Lemmon  | Mount Lemmon Survey | —         | MPC                           |
| 341459     | 2007 TP307 | 9 out 2007  | Kitt Peak     | Spacewatch          | —         | MPC                           |
| 341460     | 2007 TY307 | 9 out 2007  | Mount Lemmon  | Mount Lemmon Survey | —         | MPC                           |
| 341461     | 2007 TX313 | 11 out 2007 | Mount Lemmon  | Mount Lemmon Survey | —         | MPC                           |
| 341462     | 2007 TL314 | 11 out 2007 | Mount Lemmon  | Mount Lemmon Survey | —         | MPC                           |
| 341463     | 2007 TK315 | 12 out 2007 | Kitt Peak     | Spacewatch          | —         | MPC                           |
| 341464     | 2007 TL315 | 12 out 2007 | Kitt Peak     | Spacewatch          | —         | MPC                           |
| 341465     | 2007 TN315 | 12 out 2007 | Kitt Peak     | Spacewatch          | —         | MPC                           |
| 341466     | 2007 TS315 | 12 out 2007 | Kitt Peak     | Spacewatch          | —         | MPC                           |
| 341467     | 2007 TG317 | 12 out 2007 | Kitt Peak     | Spacewatch          | —         | MPC                           |
| 341468     | 2007 TN319 | 12 out 2007 | Kitt Peak     | Spacewatch          | —         | MPC                           |
| 341469     | 2007 TV319 | 12 out 2007 | Kitt Peak     | Spacewatch          | —         | MPC                           |
| 341470     | 2007 TB324 | 11 out 2007 | Kitt Peak     | Spacewatch          | —         | MPC                           |
| 341471     | 2007 TV329 | 11 out 2007 | Kitt Peak     | Spacewatch          | —         | MPC                           |
| 341472     | 2007 TD330 | 11 out 2007 | Kitt Peak     | Spacewatch          | Ursula    | MPC                           |
| 341473     | 2007 TQ334 | 11 out 2007 | Kitt Peak     | Spacewatch          | —         | MPC                           |
| 341474     | 2007 TO344 | 10 out 2007 | Mount Lemmon  | Mount Lemmon Survey | —         | MPC                           |
| 341475     | 2007 TJ353 | 8 out 2007  | Mount Lemmon  | Mount Lemmon Survey | —         | MPC                           |
| 341476     | 2007 TK354 | 10 out 2007 | Catalina      | CSS                 | —         | MPC                           |
| 341477     | 2007 TC362 | 14 out 2007 | Mount Lemmon  | Mount Lemmon Survey | —         | MPC                           |
| 341478     | 2007 TD362 | 14 out 2007 | Mount Lemmon  | Mount Lemmon Survey | —         | MPC                           |
| 341479     | 2007 TE362 | 14 out 2007 | Mount Lemmon  | Mount Lemmon Survey | —         | MPC                           |
| 341480     | 2007 TF363 | 14 out 2007 | Mount Lemmon  | Mount Lemmon Survey | —         | MPC                           |
| 341481     | 2007 TK363 | 14 out 2007 | Mount Lemmon  | Mount Lemmon Survey | —         | MPC                           |
| 341482     | 2007 TO363 | 14 out 2007 | Mount Lemmon  | Mount Lemmon Survey | —         | MPC                           |
| 341483     | 2007 TN364 | 15 out 2007 | Catalina      | CSS                 | —         | MPC                           |
| 341484     | 2007 TV365 | 9 out 2007  | Mount Lemmon  | Mount Lemmon Survey | —         | MPC                           |
| 341485     | 2007 TX365 | 9 out 2007  | Mount Lemmon  | Mount Lemmon Survey | —         | MPC                           |
| 341486     | 2007 TE368 | 10 out 2007 | Mount Lemmon  | Mount Lemmon Survey | —         | MPC                           |
| 341487     | 2007 TK371 | 12 out 2007 | Mount Lemmon  | Mount Lemmon Survey | —         | MPC                           |
| 341488     | 2007 TZ375 | 15 out 2007 | Mount Lemmon  | Mount Lemmon Survey | Maria     | MPC                           |
| 341489     | 2007 TN379 | 13 out 2007 | Catalina      | CSS                 | —         | MPC                           |
| 341490     | 2007 TV380 | 14 out 2007 | Kitt Peak     | Spacewatch          | Brangane  | MPC                           |
| 341491     | 2007 TN381 | 14 out 2007 | Kitt Peak     | Spacewatch          | Maria     | MPC                           |
| 341492     | 2007 TU381 | 14 out 2007 | Kitt Peak     | Spacewatch          | —         | MPC                           |
| 341493     | 2007 TZ381 | 14 out 2007 | Kitt Peak     | Spacewatch          | Ursula    | MPC                           |
| 341494     | 2007 TA385 | 14 out 2007 | Mount Lemmon  | Mount Lemmon Survey | —         | MPC                           |
| 341495     | 2007 TF388 | 13 out 2007 | Mount Lemmon  | Mount Lemmon Survey | —         | MPC                           |
| 341496     | 2007 TZ390 | 8 out 2007  | Mount Lemmon  | Mount Lemmon Survey | —         | MPC                           |
| 341497     | 2007 TL392 | 15 out 2007 | Catalina      | CSS                 | —         | MPC                           |
| 341498     | 2007 TG393 | 13 out 2007 | Kitt Peak     | Spacewatch          | —         | MPC                           |
| 341499     | 2007 TH399 | 15 out 2007 | Kitt Peak     | Spacewatch          | —         | MPC                           |
| 341500     | 2007 TL399 | 15 out 2007 | Catalina      | CSS                 | —         | MPC                           |

## 341501–341600
| Designação         | Designação | Descoberta  | Descoberta      | Descobridor(es)             | Categoria | Mais informações / Referência |
| Permanente         | Provisória | Data        | Local           | Descobridor(es)             | Categoria | Mais informações / Referência |
| ------------------ | ---------- | ----------- | --------------- | --------------------------- | --------- | ----------------------------- |
| 341501             | 2007 TX403 | 15 out 2007 | Kitt Peak       | Spacewatch                  | —         | MPC                           |
| 341502             | 2007 TN405 | 15 out 2007 | Kitt Peak       | Spacewatch                  | Brangane  | MPC                           |
| 341503             | 2007 TO405 | 15 out 2007 | Kitt Peak       | Spacewatch                  | —         | MPC                           |
| 341504             | 2007 TQ405 | 15 out 2007 | Kitt Peak       | Spacewatch                  | —         | MPC                           |
| 341505             | 2007 TV405 | 15 out 2007 | Kitt Peak       | Spacewatch                  | —         | MPC                           |
| 341506             | 2007 TG408 | 15 out 2007 | Mount Lemmon    | Mount Lemmon Survey         | —         | MPC                           |
| 341507             | 2007 TB410 | 15 out 2007 | Kitt Peak       | Spacewatch                  | —         | MPC                           |
| 341508             | 2007 TC410 | 15 out 2007 | Kitt Peak       | Spacewatch                  | —         | MPC                           |
| 341509             | 2007 TD414 | 15 out 2007 | Catalina        | CSS                         | —         | MPC                           |
| 341510             | 2007 TP418 | 7 out 2007  | Catalina        | CSS                         | —         | MPC                           |
| 341511             | 2007 TS418 | 8 out 2007  | Kitt Peak       | Spacewatch                  | —         | MPC                           |
| 341512             | 2007 TC419 | 10 out 2007 | Catalina        | CSS                         | —         | MPC                           |
| 341513             | 2007 TB420 | 9 out 2007  | Catalina        | CSS                         | —         | MPC                           |
| 341514             | 2007 TB421 | 11 out 2007 | Catalina        | CSS                         | —         | MPC                           |
| 341515             | 2007 TF425 | 8 out 2007  | Kitt Peak       | Spacewatch                  | —         | MPC                           |
| 341516             | 2007 TR426 | 9 out 2007  | Kitt Peak       | Spacewatch                  | Brangane  | MPC                           |
| 341517             | 2007 TL427 | 10 out 2007 | Catalina        | CSS                         | —         | MPC                           |
| 341518             | 2007 TU427 | 10 out 2007 | Catalina        | CSS                         | —         | MPC                           |
| 341519             | 2007 TD429 | 12 out 2007 | Kitt Peak       | Spacewatch                  | —         | MPC                           |
| 341520 Mors-Somnus | 2007 TY430 | 14 out 2007 | Mauna Kea       | S. S. Sheppard, C. Trujillo | —         | MPC                           |
| 341521             | 2007 TG432 | 4 out 2007  | Kitt Peak       | Spacewatch                  | —         | MPC                           |
| 341522             | 2007 TL432 | 4 out 2007  | Kitt Peak       | Spacewatch                  | —         | MPC                           |
| 341523             | 2007 TT432 | 7 out 2007  | Mount Lemmon    | Mount Lemmon Survey         | —         | MPC                           |
| 341524             | 2007 TL434 | 9 out 2007  | Kitt Peak       | Spacewatch                  | —         | MPC                           |
| 341525             | 2007 TU435 | 14 out 2007 | Kitt Peak       | Spacewatch                  | —         | MPC                           |
| 341526             | 2007 TT440 | 8 out 2007  | Catalina        | CSS                         | —         | MPC                           |
| 341527             | 2007 TF441 | 12 out 2007 | Catalina        | CSS                         | —         | MPC                           |
| 341528             | 2007 TR441 | 7 out 2007  | Catalina        | CSS                         | Brangane  | MPC                           |
| 341529             | 2007 TT442 | 9 out 2007  | Catalina        | CSS                         | —         | MPC                           |
| 341530             | 2007 TC443 | 11 out 2007 | Catalina        | CSS                         | —         | MPC                           |
| 341531             | 2007 TQ443 | 9 out 2007  | Socorro         | LINEAR                      | —         | MPC                           |
| 341532             | 2007 TR443 | 6 out 1996  | Kitt Peak       | Spacewatch                  | —         | MPC                           |
| 341533             | 2007 TX444 | 16 out 2002 | Needville       | Needville Obs.              | —         | MPC                           |
| 341534             | 2007 TY444 | 11 out 2007 | Kitt Peak       | Spacewatch                  | —         | MPC                           |
| 341535             | 2007 TO445 | 6 out 2007  | Socorro         | LINEAR                      | —         | MPC                           |
| 341536             | 2007 TT445 | 7 out 2007  | Kitt Peak       | Spacewatch                  | —         | MPC                           |
| 341537             | 2007 TH446 | 9 out 2007  | Kitt Peak       | Spacewatch                  | —         | MPC                           |
| 341538             | 2007 TZ446 | 10 out 2007 | Catalina        | CSS                         | —         | MPC                           |
| 341539             | 2007 TE449 | 9 out 2007  | Mount Lemmon    | Mount Lemmon Survey         | —         | MPC                           |
| 341540             | 2007 TA451 | 14 out 2007 | Kitt Peak       | Spacewatch                  | —         | MPC                           |
| 341541             | 2007 TL452 | 7 out 2007  | Kitt Peak       | Spacewatch                  | —         | MPC                           |
| 341542             | 2007 TN452 | 9 out 2007  | Catalina        | CSS                         | —         | MPC                           |
| 341543             | 2007 TA453 | 14 out 2007 | Mount Lemmon    | Mount Lemmon Survey         | —         | MPC                           |
| 341544             | 2007 UC1   | 16 out 2007 | Bisei SG Center | BATTeRS                     | —         | MPC                           |
| 341545             | 2007 UF3   | 17 out 2007 | 7300            | W. K. Y. Yeung              | Brangane  | MPC                           |
| 341546             | 2007 UG3   | 17 out 2007 | 7300            | W. K. Y. Yeung              | —         | MPC                           |
| 341547             | 2007 UV4   | 17 out 2007 | Dauban          | Chante-Perdrix Obs.         | Eos       | MPC                           |
| 341548             | 2007 UW4   | 17 out 2007 | Dauban          | Chante-Perdrix Obs.         | Brangane  | MPC                           |
| 341549             | 2007 UX7   | 16 out 2007 | Catalina        | CSS                         | —         | MPC                           |
| 341550             | 2007 UC8   | 16 out 2007 | Catalina        | CSS                         | —         | MPC                           |
| 341551             | 2007 UN11  | 9 out 2007  | Kitt Peak       | Spacewatch                  | —         | MPC                           |
| 341552             | 2007 UM21  | 16 out 2007 | Kitt Peak       | Spacewatch                  | —         | MPC                           |
| 341553             | 2007 UZ21  | 16 out 2007 | Kitt Peak       | Spacewatch                  | —         | MPC                           |
| 341554             | 2007 UK22  | 16 out 2007 | Kitt Peak       | Spacewatch                  | —         | MPC                           |
| 341555             | 2007 UZ22  | 16 out 2007 | Kitt Peak       | Spacewatch                  | —         | MPC                           |
| 341556             | 2007 UX23  | 16 out 2007 | Kitt Peak       | Spacewatch                  | —         | MPC                           |
| 341557             | 2007 UD24  | 8 out 2007  | Kitt Peak       | Spacewatch                  | —         | MPC                           |
| 341558             | 2007 UZ24  | 16 out 2007 | Kitt Peak       | Spacewatch                  | Ursula    | MPC                           |
| 341559             | 2007 UU25  | 16 out 2007 | Kitt Peak       | Spacewatch                  | —         | MPC                           |
| 341560             | 2007 UQ33  | 16 out 2007 | Catalina        | CSS                         | —         | MPC                           |
| 341561             | 2007 US36  | 19 out 2007 | Kitt Peak       | Spacewatch                  | Brangane  | MPC                           |
| 341562             | 2007 UE39  | 20 out 2007 | Catalina        | CSS                         | —         | MPC                           |
| 341563             | 2007 UG40  | 20 out 2007 | Mount Lemmon    | Mount Lemmon Survey         | Brangane  | MPC                           |
| 341564             | 2007 UH43  | 18 out 2007 | Kitt Peak       | Spacewatch                  | —         | MPC                           |
| 341565             | 2007 UR43  | 18 out 2007 | Kitt Peak       | Spacewatch                  | —         | MPC                           |
| 341566             | 2007 UJ46  | 20 out 2007 | Catalina        | CSS                         | —         | MPC                           |
| 341567             | 2007 UP48  | 20 out 2007 | Mount Lemmon    | Mount Lemmon Survey         | —         | MPC                           |
| 341568             | 2007 UC49  | 21 out 2007 | Kitt Peak       | Spacewatch                  | —         | MPC                           |
| 341569             | 2007 UG51  | 24 out 2007 | Mount Lemmon    | Mount Lemmon Survey         | —         | MPC                           |
| 341570             | 2007 UJ54  | 30 out 2007 | Kitt Peak       | Spacewatch                  | —         | MPC                           |
| 341571             | 2007 UP55  | 30 out 2007 | Kitt Peak       | Spacewatch                  | —         | MPC                           |
| 341572             | 2007 UW55  | 30 out 2007 | Kitt Peak       | Spacewatch                  | —         | MPC                           |
| 341573             | 2007 UM57  | 30 out 2007 | Mount Lemmon    | Mount Lemmon Survey         | —         | MPC                           |
| 341574             | 2007 UN57  | 30 out 2007 | Mount Lemmon    | Mount Lemmon Survey         | —         | MPC                           |
| 341575             | 2007 UJ60  | 30 out 2007 | Mount Lemmon    | Mount Lemmon Survey         | —         | MPC                           |
| 341576             | 2007 UH61  | 30 out 2007 | Mount Lemmon    | Mount Lemmon Survey         | Brangane  | MPC                           |
| 341577             | 2007 UU61  | 30 out 2007 | Kitt Peak       | Spacewatch                  | —         | MPC                           |
| 341578             | 2007 UB63  | 30 out 2007 | Kitt Peak       | Spacewatch                  | —         | MPC                           |
| 341579             | 2007 UA67  | 30 out 2007 | Kitt Peak       | Spacewatch                  | —         | MPC                           |
| 341580             | 2007 UE77  | 31 out 2007 | Mount Lemmon    | Mount Lemmon Survey         | —         | MPC                           |
| 341581             | 2007 UN77  | 31 out 2007 | Catalina        | CSS                         | —         | MPC                           |
| 341582             | 2007 UJ81  | 30 out 2007 | Kitt Peak       | Spacewatch                  | —         | MPC                           |
| 341583             | 2007 UP82  | 30 out 2007 | Kitt Peak       | Spacewatch                  | —         | MPC                           |
| 341584             | 2007 UY82  | 30 out 2007 | Kitt Peak       | Spacewatch                  | —         | MPC                           |
| 341585             | 2007 UZ85  | 30 out 2007 | Kitt Peak       | Spacewatch                  | —         | MPC                           |
| 341586             | 2007 UL87  | 30 out 2007 | Kitt Peak       | Spacewatch                  | —         | MPC                           |
| 341587             | 2007 UT88  | 30 out 2007 | Mount Lemmon    | Mount Lemmon Survey         | —         | MPC                           |
| 341588             | 2007 UB89  | 30 out 2007 | Mount Lemmon    | Mount Lemmon Survey         | Ursula    | MPC                           |
| 341589             | 2007 UJ89  | 30 out 2007 | Mount Lemmon    | Mount Lemmon Survey         | —         | MPC                           |
| 341590             | 2007 UM90  | 30 out 2007 | Mount Lemmon    | Mount Lemmon Survey         | —         | MPC                           |
| 341591             | 2007 UF94  | 31 out 2007 | Mount Lemmon    | Mount Lemmon Survey         | —         | MPC                           |
| 341592             | 2007 UH97  | 30 out 2007 | Mount Lemmon    | Mount Lemmon Survey         | —         | MPC                           |
| 341593             | 2007 UH98  | 30 out 2007 | Kitt Peak       | Spacewatch                  | —         | MPC                           |
| 341594             | 2007 UP98  | 30 out 2007 | Kitt Peak       | Spacewatch                  | —         | MPC                           |
| 341595             | 2007 UX98  | 30 out 2007 | Kitt Peak       | Spacewatch                  | Ursula    | MPC                           |
| 341596             | 2007 UA99  | 30 out 2007 | Kitt Peak       | Spacewatch                  | —         | MPC                           |
| 341597             | 2007 UH99  | 30 out 2007 | Kitt Peak       | Spacewatch                  | —         | MPC                           |
| 341598             | 2007 UT100 | 30 out 2007 | Kitt Peak       | Spacewatch                  | Brangane  | MPC                           |
| 341599             | 2007 UC104 | 30 out 2007 | Kitt Peak       | Spacewatch                  | —         | MPC                           |
| 341600             | 2007 UT105 | 30 out 2007 | Kitt Peak       | Spacewatch                  | —         | MPC                           |

## 341601–341700
| Designação | Designação | Descoberta  | Descoberta     | Descobridor(es)     | Categoria | Mais informações / Referência |
| Permanente | Provisória | Data        | Local          | Descobridor(es)     | Categoria | Mais informações / Referência |
| ---------- | ---------- | ----------- | -------------- | ------------------- | --------- | ----------------------------- |
| 341601     | 2007 UW105 | 30 out 2007 | Kitt Peak      | Spacewatch          | Juno      | MPC                           |
| 341602     | 2007 UG107 | 31 out 2007 | Catalina       | CSS                 | —         | MPC                           |
| 341603     | 2007 UV107 | 30 out 2007 | Kitt Peak      | Spacewatch          | —         | MPC                           |
| 341604     | 2007 UH108 | 30 out 2007 | Kitt Peak      | Spacewatch          | —         | MPC                           |
| 341605     | 2007 UH114 | 31 out 2007 | Kitt Peak      | Spacewatch          | —         | MPC                           |
| 341606     | 2007 UA115 | 31 out 2007 | Kitt Peak      | Spacewatch          | Brangane  | MPC                           |
| 341607     | 2007 UP118 | 31 out 2007 | Mount Lemmon   | Mount Lemmon Survey | —         | MPC                           |
| 341608     | 2007 UD124 | 31 out 2007 | Mount Lemmon   | Mount Lemmon Survey | —         | MPC                           |
| 341609     | 2007 UP125 | 17 out 2007 | Mount Lemmon   | Mount Lemmon Survey | Brangane  | MPC                           |
| 341610     | 2007 UL127 | 30 out 2007 | Kitt Peak      | Spacewatch          | —         | MPC                           |
| 341611     | 2007 UP128 | 20 out 2007 | Mount Lemmon   | Mount Lemmon Survey | —         | MPC                           |
| 341612     | 2007 UW128 | 24 out 2007 | Mount Lemmon   | Mount Lemmon Survey | —         | MPC                           |
| 341613     | 2007 UD129 | 16 out 2007 | Mount Lemmon   | Mount Lemmon Survey | Brangane  | MPC                           |
| 341614     | 2007 UH130 | 18 out 2007 | Kitt Peak      | Spacewatch          | —         | MPC                           |
| 341615     | 2007 UJ131 | 16 out 2007 | Catalina       | CSS                 | —         | MPC                           |
| 341616     | 2007 UT131 | 17 out 2007 | Mount Lemmon   | Mount Lemmon Survey | Brangane  | MPC                           |
| 341617     | 2007 UH132 | 19 out 2007 | Kitt Peak      | Spacewatch          | —         | MPC                           |
| 341618     | 2007 UQ132 | 20 out 2007 | Mount Lemmon   | Mount Lemmon Survey | —         | MPC                           |
| 341619     | 2007 UJ133 | 30 out 2007 | Kitt Peak      | Spacewatch          | —         | MPC                           |
| 341620     | 2007 US137 | 17 out 2007 | Mount Lemmon   | Mount Lemmon Survey | —         | MPC                           |
| 341621     | 2007 UW138 | 21 out 2007 | Kitt Peak      | Spacewatch          | —         | MPC                           |
| 341622     | 2007 UD139 | 21 out 2007 | Catalina       | CSS                 | Brangane  | MPC                           |
| 341623     | 2007 UG139 | 21 out 2007 | Mount Lemmon   | Mount Lemmon Survey | —         | MPC                           |
| 341624     | 2007 UC141 | 21 out 2007 | Kitt Peak      | Spacewatch          | —         | MPC                           |
| 341625     | 2007 VK1   | 2 nov 2007  | Pla D'Arguines | R. Ferrando         | Brangane  | MPC                           |
| 341626     | 2007 VT2   | 3 nov 2007  | La Cañada      | J. Lacruz           | —         | MPC                           |
| 341627     | 2007 VN4   | 3 nov 2007  | Majorca        | Mallorca Obs.       | —         | MPC                           |
| 341628     | 2007 VY8   | 2 nov 2007  | Kitt Peak      | Spacewatch          | Brangane  | MPC                           |
| 341629     | 2007 VG9   | 2 nov 2007  | Mount Lemmon   | Mount Lemmon Survey | Ursula    | MPC                           |
| 341630     | 2007 VD10  | 1 nov 2007  | Črni Vrh       | Črni Vrh            | Brangane  | MPC                           |
| 341631     | 2007 VT12  | 1 nov 2007  | Kitt Peak      | Spacewatch          | —         | MPC                           |
| 341632     | 2007 VM13  | 1 nov 2007  | Mount Lemmon   | Mount Lemmon Survey | —         | MPC                           |
| 341633     | 2007 VB16  | 1 nov 2007  | Kitt Peak      | Spacewatch          | Eos       | MPC                           |
| 341634     | 2007 VQ16  | 1 nov 2007  | Mount Lemmon   | Mount Lemmon Survey | —         | MPC                           |
| 341635     | 2007 VS18  | 1 nov 2007  | Mount Lemmon   | Mount Lemmon Survey | —         | MPC                           |
| 341636     | 2007 VG25  | 2 nov 2007  | Catalina       | CSS                 | —         | MPC                           |
| 341637     | 2007 VU25  | 2 nov 2007  | Mount Lemmon   | Mount Lemmon Survey | —         | MPC                           |
| 341638     | 2007 VN28  | 2 nov 2007  | Mount Lemmon   | Mount Lemmon Survey | —         | MPC                           |
| 341639     | 2007 VB29  | 3 nov 2007  | Mount Lemmon   | Mount Lemmon Survey | —         | MPC                           |
| 341640     | 2007 VS31  | 2 nov 2007  | Kitt Peak      | Spacewatch          | —         | MPC                           |
| 341641     | 2007 VK33  | 2 nov 2007  | Kitt Peak      | Spacewatch          | —         | MPC                           |
| 341642     | 2007 VL33  | 2 nov 2007  | Kitt Peak      | Spacewatch          | —         | MPC                           |
| 341643     | 2007 VM38  | 2 nov 2007  | Catalina       | CSS                 | Brangane  | MPC                           |
| 341644     | 2007 VN38  | 2 nov 2007  | Catalina       | CSS                 | —         | MPC                           |
| 341645     | 2007 VO43  | 1 nov 2007  | Kitt Peak      | Spacewatch          | —         | MPC                           |
| 341646     | 2007 VC44  | 1 nov 2007  | Kitt Peak      | Spacewatch          | —         | MPC                           |
| 341647     | 2007 VD46  | 1 nov 2007  | Kitt Peak      | Spacewatch          | —         | MPC                           |
| 341648     | 2007 VL46  | 1 nov 2007  | Kitt Peak      | Spacewatch          | —         | MPC                           |
| 341649     | 2007 VK49  | 1 nov 2007  | Kitt Peak      | Spacewatch          | —         | MPC                           |
| 341650     | 2007 VQ51  | 1 nov 2007  | Kitt Peak      | Spacewatch          | —         | MPC                           |
| 341651     | 2007 VZ51  | 1 nov 2007  | Kitt Peak      | Spacewatch          | —         | MPC                           |
| 341652     | 2007 VG52  | 1 nov 2007  | Kitt Peak      | Spacewatch          | Brangane  | MPC                           |
| 341653     | 2007 VR52  | 1 nov 2007  | Kitt Peak      | Spacewatch          | —         | MPC                           |
| 341654     | 2007 VO55  | 1 nov 2007  | Kitt Peak      | Spacewatch          | —         | MPC                           |
| 341655     | 2007 VG59  | 1 nov 2007  | Kitt Peak      | Spacewatch          | Brangane  | MPC                           |
| 341656     | 2007 VQ59  | 1 nov 2007  | Kitt Peak      | Spacewatch          | —         | MPC                           |
| 341657     | 2007 VT60  | 1 nov 2007  | Kitt Peak      | Spacewatch          | —         | MPC                           |
| 341658     | 2007 VU61  | 1 nov 2007  | Kitt Peak      | Spacewatch          | —         | MPC                           |
| 341659     | 2007 VC62  | 1 nov 2007  | Kitt Peak      | Spacewatch          | —         | MPC                           |
| 341660     | 2007 VZ62  | 1 nov 2007  | Kitt Peak      | Spacewatch          | —         | MPC                           |
| 341661     | 2007 VK63  | 1 nov 2007  | Kitt Peak      | Spacewatch          | —         | MPC                           |
| 341662     | 2007 VS64  | 1 nov 2007  | Kitt Peak      | Spacewatch          | —         | MPC                           |
| 341663     | 2007 VE72  | 1 nov 2007  | Kitt Peak      | Spacewatch          | —         | MPC                           |
| 341664     | 2007 VO73  | 2 nov 2007  | Kitt Peak      | Spacewatch          | —         | MPC                           |
| 341665     | 2007 VZ75  | 3 nov 2007  | Kitt Peak      | Spacewatch          | —         | MPC                           |
| 341666     | 2007 VK76  | 3 nov 2007  | Kitt Peak      | Spacewatch          | —         | MPC                           |
| 341667     | 2007 VE78  | 3 nov 2007  | Kitt Peak      | Spacewatch          | —         | MPC                           |
| 341668     | 2007 VR85  | 13 fev 1999 | Kitt Peak      | Spacewatch          | —         | MPC                           |
| 341669     | 2007 VF86  | 2 nov 2007  | Socorro        | LINEAR              | —         | MPC                           |
| 341670     | 2007 VW86  | 2 nov 2007  | Socorro        | LINEAR              | —         | MPC                           |
| 341671     | 2007 VZ86  | 2 nov 2007  | Socorro        | LINEAR              | Brangane  | MPC                           |
| 341672     | 2007 VF87  | 2 nov 2007  | Socorro        | LINEAR              | —         | MPC                           |
| 341673     | 2007 VJ87  | 2 nov 2007  | Socorro        | LINEAR              | —         | MPC                           |
| 341674     | 2007 VX88  | 3 nov 2007  | Socorro        | LINEAR              | —         | MPC                           |
| 341675     | 2007 VN90  | 5 nov 2007  | Socorro        | LINEAR              | —         | MPC                           |
| 341676     | 2007 VP90  | 5 nov 2007  | Socorro        | LINEAR              | —         | MPC                           |
| 341677     | 2007 VE92  | 8 nov 2007  | Socorro        | LINEAR              | —         | MPC                           |
| 341678     | 2007 VS92  | 3 nov 2007  | Socorro        | LINEAR              | —         | MPC                           |
| 341679     | 2007 VV94  | 8 nov 2007  | Socorro        | LINEAR              | —         | MPC                           |
| 341680     | 2007 VB102 | 2 nov 2007  | Kitt Peak      | Spacewatch          | —         | MPC                           |
| 341681     | 2007 VD104 | 3 nov 2007  | Kitt Peak      | Spacewatch          | —         | MPC                           |
| 341682     | 2007 VT105 | 3 nov 2007  | Kitt Peak      | Spacewatch          | —         | MPC                           |
| 341683     | 2007 VS107 | 3 nov 2007  | Kitt Peak      | Spacewatch          | —         | MPC                           |
| 341684     | 2007 VP109 | 3 nov 2007  | Kitt Peak      | Spacewatch          | —         | MPC                           |
| 341685     | 2007 VM110 | 3 nov 2007  | Kitt Peak      | Spacewatch          | —         | MPC                           |
| 341686     | 2007 VK115 | 3 nov 2007  | Kitt Peak      | Spacewatch          | —         | MPC                           |
| 341687     | 2007 VM118 | 4 nov 2007  | Mount Lemmon   | Mount Lemmon Survey | —         | MPC                           |
| 341688     | 2007 VQ119 | 5 nov 2007  | Kitt Peak      | Spacewatch          | —         | MPC                           |
| 341689     | 2007 VS122 | 5 nov 2007  | Mount Lemmon   | Mount Lemmon Survey | —         | MPC                           |
| 341690     | 2007 VM126 | 11 nov 2007 | Catalina       | CSS                 | Juno      | MPC                           |
| 341691     | 2007 VT133 | 2 nov 2007  | Catalina       | CSS                 | —         | MPC                           |
| 341692     | 2007 VD135 | 3 nov 2007  | Kitt Peak      | Spacewatch          | —         | MPC                           |
| 341693     | 2007 VH141 | 4 nov 2007  | Kitt Peak      | Spacewatch          | —         | MPC                           |
| 341694     | 2007 VR141 | 4 nov 2007  | Kitt Peak      | Spacewatch          | —         | MPC                           |
| 341695     | 2007 VU146 | 4 nov 2007  | Mount Lemmon   | Mount Lemmon Survey | —         | MPC                           |
| 341696     | 2007 VJ147 | 4 nov 2007  | Kitt Peak      | Spacewatch          | —         | MPC                           |
| 341697     | 2007 VD152 | 2 nov 2007  | Kitt Peak      | Spacewatch          | —         | MPC                           |
| 341698     | 2007 VK153 | 4 nov 2007  | Kitt Peak      | Spacewatch          | Brangane  | MPC                           |
| 341699     | 2007 VE154 | 4 nov 2007  | Kitt Peak      | Spacewatch          | —         | MPC                           |
| 341700     | 2007 VF160 | 5 nov 2007  | Kitt Peak      | Spacewatch          | —         | MPC                           |

## 341701–341800
| Designação | Designação | Descoberta  | Descoberta       | Descobridor(es)     | Categoria | Mais informações / Referência |
| Permanente | Provisória | Data        | Local            | Descobridor(es)     | Categoria | Mais informações / Referência |
| ---------- | ---------- | ----------- | ---------------- | ------------------- | --------- | ----------------------------- |
| 341701     | 2007 VO161 | 5 nov 2007  | Kitt Peak        | Spacewatch          | —         | MPC                           |
| 341702     | 2007 VS166 | 5 nov 2007  | Kitt Peak        | Spacewatch          | —         | MPC                           |
| 341703     | 2007 VT167 | 5 nov 2007  | Kitt Peak        | Spacewatch          | —         | MPC                           |
| 341704     | 2007 VX168 | 5 nov 2007  | Kitt Peak        | Spacewatch          | Ursula    | MPC                           |
| 341705     | 2007 VH172 | 8 nov 2007  | Kitt Peak        | Spacewatch          | —         | MPC                           |
| 341706     | 2007 VU173 | 2 nov 2007  | Catalina         | CSS                 | —         | MPC                           |
| 341707     | 2007 VY173 | 19 out 2007 | Kitt Peak        | Spacewatch          | —         | MPC                           |
| 341708     | 2007 VV180 | 7 nov 2007  | Catalina         | CSS                 | —         | MPC                           |
| 341709     | 2007 VE183 | 8 out 2007  | Kitt Peak        | Spacewatch          | —         | MPC                           |
| 341710     | 2007 VM183 | 8 nov 2007  | Catalina         | CSS                 | —         | MPC                           |
| 341711     | 2007 VO185 | 8 nov 2007  | Catalina         | CSS                 | —         | MPC                           |
| 341712     | 2007 VF188 | 11 nov 2007 | Goodricke-Pigott | R. A. Tucker        | —         | MPC                           |
| 341713     | 2007 VC189 | 13 nov 2007 | Bisei SG Center  | BATTeRS             | —         | MPC                           |
| 341714     | 2007 VS191 | 4 nov 2007  | Mount Lemmon     | Mount Lemmon Survey | —         | MPC                           |
| 341715     | 2007 VF195 | 7 nov 2007  | Mount Lemmon     | Mount Lemmon Survey | —         | MPC                           |
| 341716     | 2007 VQ199 | 9 nov 2007  | Mount Lemmon     | Mount Lemmon Survey | —         | MPC                           |
| 341717     | 2007 VC207 | 9 nov 2007  | Catalina         | CSS                 | —         | MPC                           |
| 341718     | 2007 VM211 | 9 nov 2007  | Kitt Peak        | Spacewatch          | —         | MPC                           |
| 341719     | 2007 VV211 | 9 nov 2007  | Kitt Peak        | Spacewatch          | —         | MPC                           |
| 341720     | 2007 VE212 | 20 out 2007 | Mount Lemmon     | Mount Lemmon Survey | —         | MPC                           |
| 341721     | 2007 VF213 | 9 nov 2007  | Kitt Peak        | Spacewatch          | —         | MPC                           |
| 341722     | 2007 VM215 | 9 nov 2007  | Kitt Peak        | Spacewatch          | —         | MPC                           |
| 341723     | 2007 VC218 | 9 nov 2007  | Kitt Peak        | Spacewatch          | —         | MPC                           |
| 341724     | 2007 VG219 | 9 nov 2007  | Kitt Peak        | Spacewatch          | —         | MPC                           |
| 341725     | 2007 VL219 | 9 nov 2007  | Kitt Peak        | Spacewatch          | —         | MPC                           |
| 341726     | 2007 VB222 | 6 nov 2007  | Purple Mountain  | PMO NEO             | —         | MPC                           |
| 341727     | 2007 VF228 | 12 nov 2007 | Mount Lemmon     | Mount Lemmon Survey | Eunomia   | MPC                           |
| 341728     | 2007 VF229 | 7 nov 2007  | Kitt Peak        | Spacewatch          | Brangane  | MPC                           |
| 341729     | 2007 VJ229 | 7 nov 2007  | Kitt Peak        | Spacewatch          | —         | MPC                           |
| 341730     | 2007 VN232 | 7 nov 2007  | Kitt Peak        | Spacewatch          | —         | MPC                           |
| 341731     | 2007 VR232 | 7 nov 2007  | Kitt Peak        | Spacewatch          | —         | MPC                           |
| 341732     | 2007 VL240 | 7 nov 2007  | Catalina         | CSS                 | —         | MPC                           |
| 341733     | 2007 VN241 | 12 nov 2007 | Catalina         | CSS                 | —         | MPC                           |
| 341734     | 2007 VT243 | 13 nov 2007 | Dauban           | Chante-Perdrix Obs. | —         | MPC                           |
| 341735     | 2007 VQ245 | 8 nov 2007  | Catalina         | CSS                 | —         | MPC                           |
| 341736     | 2007 VG250 | 14 nov 2007 | Mount Lemmon     | Mount Lemmon Survey | —         | MPC                           |
| 341737     | 2007 VF252 | 12 nov 2007 | Catalina         | CSS                 | —         | MPC                           |
| 341738     | 2007 VK254 | 15 nov 2007 | Catalina         | CSS                 | —         | MPC                           |
| 341739     | 2007 VK255 | 12 nov 2007 | Mount Lemmon     | Mount Lemmon Survey | Brangane  | MPC                           |
| 341740     | 2007 VQ257 | 13 nov 2007 | Catalina         | CSS                 | —         | MPC                           |
| 341741     | 2007 VG265 | 13 nov 2007 | Kitt Peak        | Spacewatch          | —         | MPC                           |
| 341742     | 2007 VB266 | 13 nov 2007 | Kitt Peak        | Spacewatch          | —         | MPC                           |
| 341743     | 2007 VB267 | 11 nov 2007 | Cerro Burek      | Alianza S4 Obs.     | —         | MPC                           |
| 341744     | 2007 VL267 | 14 nov 2007 | Bisei SG Center  | BATTeRS             | —         | MPC                           |
| 341745     | 2007 VR268 | 12 nov 2007 | Socorro          | LINEAR              | —         | MPC                           |
| 341746     | 2007 VD270 | 8 nov 2007  | Kitt Peak        | Spacewatch          | —         | MPC                           |
| 341747     | 2007 VJ275 | 13 nov 2007 | Kitt Peak        | Spacewatch          | —         | MPC                           |
| 341748     | 2007 VU275 | 13 nov 2007 | Kitt Peak        | Spacewatch          | —         | MPC                           |
| 341749     | 2007 VF280 | 14 nov 2007 | Kitt Peak        | Spacewatch          | Brangane  | MPC                           |
| 341750     | 2007 VM284 | 14 nov 2007 | Kitt Peak        | Spacewatch          | —         | MPC                           |
| 341751     | 2007 VS286 | 14 nov 2007 | Kitt Peak        | Spacewatch          | Ursula    | MPC                           |
| 341752     | 2007 VZ294 | 15 nov 2007 | Anderson Mesa    | LONEOS              | Brangane  | MPC                           |
| 341753     | 2007 VG297 | 21 set 2007 | Socorro          | LINEAR              | —         | MPC                           |
| 341754     | 2007 VD301 | 15 nov 2007 | Catalina         | CSS                 | —         | MPC                           |
| 341755     | 2007 VB303 | 3 nov 2007  | Catalina         | CSS                 | —         | MPC                           |
| 341756     | 2007 VL306 | 1 nov 2007  | Kitt Peak        | Spacewatch          | —         | MPC                           |
| 341757     | 2007 VD311 | 1 nov 2007  | Kitt Peak        | Spacewatch          | —         | MPC                           |
| 341758     | 2007 VJ311 | 5 nov 2007  | Purple Mountain  | PMO NEO             | —         | MPC                           |
| 341759     | 2007 VN313 | 9 nov 2007  | Catalina         | CSS                 | —         | MPC                           |
| 341760     | 2007 VE315 | 4 nov 2007  | Kitt Peak        | Spacewatch          | Ursula    | MPC                           |
| 341761     | 2007 VJ319 | 4 nov 2007  | Kitt Peak        | Spacewatch          | Brangane  | MPC                           |
| 341762     | 2007 VS321 | 5 nov 2007  | Kitt Peak        | Spacewatch          | —         | MPC                           |
| 341763     | 2007 VK326 | 4 nov 2007  | Socorro          | LINEAR              | —         | MPC                           |
| 341764     | 2007 VZ326 | 5 nov 2007  | Kitt Peak        | Spacewatch          | Ursula    | MPC                           |
| 341765     | 2007 VF328 | 8 nov 2007  | Catalina         | CSS                 | —         | MPC                           |
| 341766     | 2007 VY329 | 2 nov 2007  | Socorro          | LINEAR              | —         | MPC                           |
| 341767     | 2007 VC330 | 2 nov 2007  | Kitt Peak        | Spacewatch          | —         | MPC                           |
| 341768     | 2007 VZ330 | 5 nov 2007  | Mount Lemmon     | Mount Lemmon Survey | Ursula    | MPC                           |
| 341769     | 2007 VG333 | 9 nov 2007  | Kitt Peak        | Spacewatch          | —         | MPC                           |
| 341770     | 2007 VX334 | 22 jul 1995 | Kitt Peak        | Spacewatch          | —         | MPC                           |
| 341771     | 2007 VA335 | 14 ago 2006 | Siding Spring    | SSS                 | —         | MPC                           |
| 341772     | 2007 VB335 | 14 nov 2007 | Kitt Peak        | Spacewatch          | —         | MPC                           |
| 341773     | 2007 WZ1   | 17 nov 2007 | Bisei SG Center  | BATTeRS             | —         | MPC                           |
| 341774     | 2007 WG3   | 16 nov 2007 | Mount Lemmon     | Mount Lemmon Survey | —         | MPC                           |
| 341775     | 2007 WE7   | 18 nov 2007 | Socorro          | LINEAR              | Ursula    | MPC                           |
| 341776     | 2007 WV7   | 18 nov 2007 | Socorro          | LINEAR              | —         | MPC                           |
| 341777     | 2007 WC8   | 18 nov 2007 | Socorro          | LINEAR              | —         | MPC                           |
| 341778     | 2007 WH8   | 18 nov 2007 | Socorro          | LINEAR              | —         | MPC                           |
| 341779     | 2007 WS23  | 18 nov 2007 | Mount Lemmon     | Mount Lemmon Survey | —         | MPC                           |
| 341780     | 2007 WS24  | 2 nov 2007  | Kitt Peak        | Spacewatch          | —         | MPC                           |
| 341781     | 2007 WX30  | 19 nov 2007 | Kitt Peak        | Spacewatch          | —         | MPC                           |
| 341782     | 2007 WF37  | 19 nov 2007 | Mount Lemmon     | Mount Lemmon Survey | —         | MPC                           |
| 341783     | 2007 WP37  | 19 nov 2007 | Mount Lemmon     | Mount Lemmon Survey | —         | MPC                           |
| 341784     | 2007 WS41  | 15 out 2007 | Mount Lemmon     | Mount Lemmon Survey | —         | MPC                           |
| 341785     | 2007 WU42  | 19 nov 2007 | Kitt Peak        | Spacewatch          | —         | MPC                           |
| 341786     | 2007 WD45  | 20 nov 2007 | Mount Lemmon     | Mount Lemmon Survey | —         | MPC                           |
| 341787     | 2007 WY47  | 20 nov 2007 | Mount Lemmon     | Mount Lemmon Survey | Brangane  | MPC                           |
| 341788     | 2007 WM48  | 20 nov 2007 | Mount Lemmon     | Mount Lemmon Survey | —         | MPC                           |
| 341789     | 2007 WJ58  | 20 nov 2007 | Kitt Peak        | Spacewatch          | —         | MPC                           |
| 341790     | 2007 WG59  | 20 nov 2007 | Kitt Peak        | Spacewatch          | Brangane  | MPC                           |
| 341791     | 2007 WM61  | 18 nov 2007 | Kitt Peak        | Spacewatch          | —         | MPC                           |
| 341792     | 2007 XN6   | 4 dez 2007  | Catalina         | CSS                 | —         | MPC                           |
| 341793     | 2007 XL10  | 5 dez 2007  | Bisei SG Center  | BATTeRS             | —         | MPC                           |
| 341794     | 2007 XV11  | 4 dez 2007  | Kitt Peak        | Spacewatch          | —         | MPC                           |
| 341795     | 2007 XF15  | 6 dez 2007  | La Sagra         | Mallorca Obs.       | —         | MPC                           |
| 341796     | 2007 XD20  | 4 dez 2007  | Catalina         | CSS                 | —         | MPC                           |
| 341797     | 2007 XK21  | 10 dez 2007 | Socorro          | LINEAR              | Brangane  | MPC                           |
| 341798     | 2007 XU22  | 12 dez 2007 | Socorro          | LINEAR              | Themis    | MPC                           |
| 341799     | 2007 XF23  | 13 dez 2007 | Dauban           | Chante-Perdrix Obs. | —         | MPC                           |
| 341800     | 2007 XP25  | 14 dez 2007 | La Sagra         | Mallorca Obs.       | —         | MPC                           |

## 341801–341900
| Designação        | Designação | Descoberta  | Descoberta       | Descobridor(es)     | Categoria | Mais informações / Referência |
| Permanente        | Provisória | Data        | Local            | Descobridor(es)     | Categoria | Mais informações / Referência |
| ----------------- | ---------- | ----------- | ---------------- | ------------------- | --------- | ----------------------------- |
| 341801            | 2007 XQ27  | 14 dez 2007 | Kitt Peak        | Spacewatch          | —         | MPC                           |
| 341802            | 2007 XG29  | 15 dez 2007 | Mount Lemmon     | Mount Lemmon Survey | —         | MPC                           |
| 341803            | 2007 XL32  | 25 out 2007 | Mount Lemmon     | Mount Lemmon Survey | —         | MPC                           |
| 341804            | 2007 XC35  | 13 dez 2007 | Socorro          | LINEAR              | —         | MPC                           |
| 341805            | 2007 XT35  | 13 dez 2007 | Socorro          | LINEAR              | —         | MPC                           |
| 341806            | 2007 XA37  | 13 dez 2007 | Socorro          | LINEAR              | —         | MPC                           |
| 341807            | 2007 XS41  | 15 dez 2007 | Socorro          | LINEAR              | —         | MPC                           |
| 341808            | 2007 XF43  | 15 dez 2007 | Kitt Peak        | Spacewatch          | —         | MPC                           |
| 341809            | 2007 XE44  | 15 dez 2007 | Kitt Peak        | Spacewatch          | —         | MPC                           |
| 341810            | 2007 XQ49  | 15 dez 2007 | Kitt Peak        | Spacewatch          | —         | MPC                           |
| 341811            | 2007 XS49  | 15 dez 2007 | Kitt Peak        | Spacewatch          | —         | MPC                           |
| 341812            | 2007 XB55  | 5 dez 2007  | Kitt Peak        | Spacewatch          | —         | MPC                           |
| 341813            | 2007 XH57  | 28 set 2001 | Palomar          | NEAT                | —         | MPC                           |
| 341814            | 2007 XR57  | 11 out 2006 | Palomar          | NEAT                | —         | MPC                           |
| 341815            | 2007 XY57  | 5 dez 2007  | Socorro          | LINEAR              | Brangane  | MPC                           |
| 341816            | 2007 YK    | 16 dez 2007 | Catalina         | CSS                 | —         | MPC                           |
| 341817            | 2007 YV2   | 17 dez 2007 | Bergisch Gladbac | W. Bickel           | —         | MPC                           |
| 341818            | 2007 YX16  | 16 dez 2007 | Kitt Peak        | Spacewatch          | —         | MPC                           |
| 341819            | 2007 YE32  | 28 dez 2007 | Kitt Peak        | Spacewatch          | —         | MPC                           |
| 341820            | 2007 YT51  | 30 dez 2007 | Kitt Peak        | Spacewatch          | —         | MPC                           |
| 341821            | 2007 YS52  | 30 dez 2007 | Catalina         | CSS                 | Ursula    | MPC                           |
| 341822            | 2007 YW65  | 30 dez 2007 | Kitt Peak        | Spacewatch          | —         | MPC                           |
| 341823            | 2007 YB69  | 17 dez 2007 | Kitt Peak        | Spacewatch          | —         | MPC                           |
| 341824            | 2008 AZ5   | 17 mar 2004 | Kitt Peak        | Spacewatch          | —         | MPC                           |
| 341825            | 2008 AE22  | 10 jan 2008 | Mount Lemmon     | Mount Lemmon Survey | —         | MPC                           |
| 341826 Aurelbaier | 2008 AC30  | 10 jan 2008 | Marly            | P. Kocher           | —         | MPC                           |
| 341827            | 2008 AH87  | 12 jan 2008 | Mount Lemmon     | Mount Lemmon Survey | Ursula    | MPC                           |
| 341828            | 2008 BK2   | 18 jan 2008 | Pla D'Arguines   | R. Ferrando         | —         | MPC                           |
| 341829            | 2008 BF39  | 30 jan 2008 | Catalina         | CSS                 | —         | MPC                           |
| 341830            | 2008 CY53  | 7 fev 2008  | Catalina         | CSS                 | —         | MPC                           |
| 341831            | 2008 CU64  | 8 fev 2008  | Mount Lemmon     | Mount Lemmon Survey | Juno      | MPC                           |
| 341832            | 2008 CP72  | 9 fev 2008  | Črni Vrh         | Črni Vrh            | Juno      | MPC                           |
| 341833            | 2008 CS89  | 8 fev 2008  | Kitt Peak        | Spacewatch          | —         | MPC                           |
| 341834            | 2008 CY106 | 9 fev 2008  | Mount Lemmon     | Mount Lemmon Survey | —         | MPC                           |
| 341835            | 2008 CB136 | 8 fev 2008  | Mount Lemmon     | Mount Lemmon Survey | Pallas    | MPC                           |
| 341836            | 2008 CH144 | 9 fev 2008  | Mount Lemmon     | Mount Lemmon Survey | Brangane  | MPC                           |
| 341837            | 2008 CT200 | 8 fev 2008  | Kitt Peak        | Spacewatch          | —         | MPC                           |
| 341838            | 2008 CW205 | 2 fev 2008  | Mount Lemmon     | Mount Lemmon Survey | Juno      | MPC                           |
| 341839            | 2008 DP5   | 27 fev 2008 | Mayhill          | W. G. Dillon        | —         | MPC                           |
| 341840            | 2008 DR49  | 29 fev 2008 | Mount Lemmon     | Mount Lemmon Survey | Juno      | MPC                           |
| 341841            | 2008 DN52  | 29 fev 2008 | Mount Lemmon     | Mount Lemmon Survey | —         | MPC                           |
| 341842            | 2008 DG79  | 27 fev 2008 | Catalina         | CSS                 | Juno      | MPC                           |
| 341843            | 2008 EV5   | 4 mar 2008  | Mount Lemmon     | Mount Lemmon Survey | —         | MPC                           |
| 341844            | 2008 EF29  | 4 mar 2008  | Mount Lemmon     | Mount Lemmon Survey | Pallas    | MPC                           |
| 341845            | 2008 EQ39  | 4 mar 2008  | Kitt Peak        | Spacewatch          | —         | MPC                           |
| 341846            | 2008 EV55  | 7 mar 2008  | Mount Lemmon     | Mount Lemmon Survey | —         | MPC                           |
| 341847            | 2008 EC121 | 9 mar 2008  | Kitt Peak        | Spacewatch          | —         | MPC                           |
| 341848            | 2008 EV147 | 1 mar 2008  | Kitt Peak        | Spacewatch          | —         | MPC                           |
| 341849            | 2008 FT20  | 27 mar 2008 | Kitt Peak        | Spacewatch          | —         | MPC                           |
| 341850            | 2008 FM21  | 27 mar 2008 | Kitt Peak        | Spacewatch          | —         | MPC                           |
| 341851            | 2008 FC30  | 24 fev 2008 | Kitt Peak        | Spacewatch          | —         | MPC                           |
| 341852            | 2008 FQ50  | 28 mar 2008 | Kitt Peak        | Spacewatch          | —         | MPC                           |
| 341853            | 2008 FH57  | 28 mar 2008 | Mount Lemmon     | Mount Lemmon Survey | —         | MPC                           |
| 341854            | 2008 FO63  | 27 mar 2008 | Kitt Peak        | Spacewatch          | —         | MPC                           |
| 341855            | 2008 FF79  | 27 mar 2008 | Mount Lemmon     | Mount Lemmon Survey | —         | MPC                           |
| 341856            | 2008 FN94  | 29 mar 2008 | Kitt Peak        | Spacewatch          | —         | MPC                           |
| 341857            | 2008 FV100 | 30 mar 2008 | Kitt Peak        | Spacewatch          | —         | MPC                           |
| 341858            | 2008 FQ112 | 31 mar 2008 | Kitt Peak        | Spacewatch          | —         | MPC                           |
| 341859            | 2008 FW112 | 31 mar 2008 | Kitt Peak        | Spacewatch          | —         | MPC                           |
| 341860            | 2008 FM117 | 31 mar 2008 | Kitt Peak        | Spacewatch          | —         | MPC                           |
| 341861            | 2008 FA118 | 31 mar 2008 | Kitt Peak        | Spacewatch          | —         | MPC                           |
| 341862            | 2008 FC124 | 29 mar 2008 | Kitt Peak        | Spacewatch          | —         | MPC                           |
| 341863            | 2008 FB126 | 29 mar 2008 | Kitt Peak        | Spacewatch          | —         | MPC                           |
| 341864            | 2008 FE130 | 29 mar 2008 | Kitt Peak        | Spacewatch          | —         | MPC                           |
| 341865            | 2008 FA132 | 29 mar 2008 | Kitt Peak        | Spacewatch          | —         | MPC                           |
| 341866            | 2008 FS132 | 2 fev 2008  | Mount Lemmon     | Mount Lemmon Survey | —         | MPC                           |
| 341867            | 2008 FL134 | 29 mar 2008 | Kitt Peak        | Spacewatch          | —         | MPC                           |
| 341868            | 2008 GU1   | 4 abr 2008  | Wrightwood       | J. W. Young         | —         | MPC                           |
| 341869            | 2008 GW6   | 1 abr 2008  | Kitt Peak        | Spacewatch          | —         | MPC                           |
| 341870            | 2008 GS31  | 3 abr 2008  | Kitt Peak        | Spacewatch          | —         | MPC                           |
| 341871            | 2008 GH38  | 3 abr 2008  | Mount Lemmon     | Mount Lemmon Survey | —         | MPC                           |
| 341872            | 2008 GW44  | 4 abr 2008  | Kitt Peak        | Spacewatch          | —         | MPC                           |
| 341873            | 2008 GT45  | 4 abr 2008  | Kitt Peak        | Spacewatch          | —         | MPC                           |
| 341874            | 2008 GB53  | 5 abr 2008  | Mount Lemmon     | Mount Lemmon Survey | —         | MPC                           |
| 341875            | 2008 GX56  | 5 abr 2008  | Mount Lemmon     | Mount Lemmon Survey | —         | MPC                           |
| 341876            | 2008 GW77  | 7 abr 2008  | Kitt Peak        | Spacewatch          | —         | MPC                           |
| 341877            | 2008 GA78  | 7 abr 2008  | Kitt Peak        | Spacewatch          | —         | MPC                           |
| 341878            | 2008 GL86  | 9 abr 2008  | Kitt Peak        | Spacewatch          | —         | MPC                           |
| 341879            | 2008 GT86  | 9 abr 2008  | Mount Lemmon     | Mount Lemmon Survey | —         | MPC                           |
| 341880            | 2008 GT87  | 5 abr 2008  | Mount Lemmon     | Mount Lemmon Survey | —         | MPC                           |
| 341881            | 2008 GM94  | 7 abr 2008  | Kitt Peak        | Spacewatch          | —         | MPC                           |
| 341882            | 2008 GA101 | 9 abr 2008  | Kitt Peak        | Spacewatch          | —         | MPC                           |
| 341883            | 2008 GS104 | 11 abr 2008 | Kitt Peak        | Spacewatch          | —         | MPC                           |
| 341884            | 2008 GA120 | 30 jul 2005 | Palomar          | NEAT                | —         | MPC                           |
| 341885            | 2008 GB131 | 7 abr 2008  | Kitt Peak        | Spacewatch          | —         | MPC                           |
| 341886            | 2008 GG132 | 10 abr 2008 | Kitt Peak        | Spacewatch          | —         | MPC                           |
| 341887            | 2008 GM133 | 3 abr 2008  | Kitt Peak        | Spacewatch          | —         | MPC                           |
| 341888            | 2008 GT143 | 14 abr 2008 | Mount Lemmon     | Mount Lemmon Survey | —         | MPC                           |
| 341889            | 2008 HF    | 16 abr 2008 | Mount Lemmon     | Mount Lemmon Survey | Juno      | MPC                           |
| 341890            | 2008 HK12  | 1 abr 2008  | Kitt Peak        | Spacewatch          | —         | MPC                           |
| 341891            | 2008 HK18  | 31 mar 2008 | Mount Lemmon     | Mount Lemmon Survey | —         | MPC                           |
| 341892            | 2008 HM20  | 26 abr 2008 | Mount Lemmon     | Mount Lemmon Survey | —         | MPC                           |
| 341893            | 2008 HF21  | 26 abr 2008 | Kitt Peak        | Spacewatch          | —         | MPC                           |
| 341894            | 2008 HR21  | 26 abr 2008 | Mount Lemmon     | Mount Lemmon Survey | —         | MPC                           |
| 341895            | 2008 HW21  | 26 abr 2008 | Mount Lemmon     | Mount Lemmon Survey | —         | MPC                           |
| 341896            | 2008 HR36  | 30 abr 2008 | Kitt Peak        | Spacewatch          | —         | MPC                           |
| 341897            | 2008 HJ43  | 27 abr 2008 | Mount Lemmon     | Mount Lemmon Survey | —         | MPC                           |
| 341898            | 2008 HJ51  | 29 abr 2008 | Kitt Peak        | Spacewatch          | —         | MPC                           |
| 341899            | 2008 HK53  | 29 abr 2008 | Kitt Peak        | Spacewatch          | —         | MPC                           |
| 341900            | 2008 HE54  | 29 abr 2008 | Kitt Peak        | Spacewatch          | —         | MPC                           |

## 341901–342000
| Designação      | Designação | Descoberta  | Descoberta      | Descobridor(es)         | Categoria | Mais informações / Referência |
| Permanente      | Provisória | Data        | Local           | Descobridor(es)         | Categoria | Mais informações / Referência |
| --------------- | ---------- | ----------- | --------------- | ----------------------- | --------- | ----------------------------- |
| 341901          | 2008 HN55  | 29 abr 2008 | Kitt Peak       | Spacewatch              | —         | MPC                           |
| 341902          | 2008 HX59  | 27 abr 2008 | Mount Lemmon    | Mount Lemmon Survey     | —         | MPC                           |
| 341903          | 2008 HP61  | 30 abr 2008 | Mount Lemmon    | Mount Lemmon Survey     | —         | MPC                           |
| 341904          | 2008 HJ70  | 24 abr 2008 | Kitt Peak       | Spacewatch              | —         | MPC                           |
| 341905          | 2008 JQ6   | 2 mai 2008  | Kitt Peak       | Spacewatch              | —         | MPC                           |
| 341906          | 2008 JC8   | 3 mai 2008  | Socorro         | LINEAR                  | —         | MPC                           |
| 341907          | 2008 JF10  | 3 mai 2008  | Kitt Peak       | Spacewatch              | —         | MPC                           |
| 341908          | 2008 JV13  | 6 mai 2008  | Mount Lemmon    | Mount Lemmon Survey     | —         | MPC                           |
| 341909          | 2008 JU16  | 3 mai 2008  | Mount Lemmon    | Mount Lemmon Survey     | —         | MPC                           |
| 341910          | 2008 JU20  | 9 mai 2008  | Grove Creek     | F. Tozzi                | —         | MPC                           |
| 341911          | 2008 JB29  | 11 mai 2008 | Catalina        | CSS                     | —         | MPC                           |
| 341912          | 2008 JA32  | 5 mai 2008  | Mount Lemmon    | Mount Lemmon Survey     | —         | MPC                           |
| 341913          | 2008 JZ32  | 8 mai 2008  | Mount Lemmon    | Mount Lemmon Survey     | —         | MPC                           |
| 341914          | 2008 KH1   | 26 mai 2008 | Kitt Peak       | Spacewatch              | —         | MPC                           |
| 341915          | 2008 KA2   | 26 mai 2008 | Kitt Peak       | Spacewatch              | —         | MPC                           |
| 341916          | 2008 KD2   | 26 mai 2008 | Kitt Peak       | Spacewatch              | —         | MPC                           |
| 341917          | 2008 KV8   | 27 mai 2008 | Kitt Peak       | Spacewatch              | —         | MPC                           |
| 341918          | 2008 KX17  | 2 mai 2008  | Kitt Peak       | Spacewatch              | —         | MPC                           |
| 341919          | 2008 KD18  | 28 mai 2008 | Kitt Peak       | Spacewatch              | —         | MPC                           |
| 341920          | 2008 KZ19  | 28 mai 2008 | Mount Lemmon    | Mount Lemmon Survey     | —         | MPC                           |
| 341921          | 2008 KB20  | 28 mai 2008 | Mount Lemmon    | Mount Lemmon Survey     | —         | MPC                           |
| 341922          | 2008 KH35  | 27 mai 2008 | Kitt Peak       | Spacewatch              | —         | MPC                           |
| 341923          | 2008 KZ37  | 30 mai 2008 | Kitt Peak       | Spacewatch              | —         | MPC                           |
| 341924          | 2008 KL40  | 31 mai 2008 | Grove Creek     | F. Tozzi                | —         | MPC                           |
| 341925          | 2008 KD43  | 27 mai 2008 | Kitt Peak       | Spacewatch              | —         | MPC                           |
| 341926          | 2008 LW    | 1 abr 2008  | Kitt Peak       | Spacewatch              | —         | MPC                           |
| 341927          | 2008 LF5   | 3 jun 2008  | Mount Lemmon    | Mount Lemmon Survey     | —         | MPC                           |
| 341928          | 2008 LZ5   | 3 jun 2008  | Kitt Peak       | Spacewatch              | —         | MPC                           |
| 341929          | 2008 MC4   | 30 jun 2008 | Kitt Peak       | Spacewatch              | —         | MPC                           |
| 341930          | 2008 NR2   | 10 jul 2008 | La Sagra        | Mallorca Obs.           | —         | MPC                           |
| 341931          | 2008 NH3   | 10 jul 2008 | Črni Vrh        | Črni Vrh                | —         | MPC                           |
| 341932          | 2008 OU    | 2 jun 2008  | Mount Lemmon    | Mount Lemmon Survey     | —         | MPC                           |
| 341933          | 2008 OZ2   | 28 jul 2008 | Hibiscus        | S. F. Hönig, N. Teamo   | —         | MPC                           |
| 341934          | 2008 OK7   | 29 jul 2008 | Mount Lemmon    | Mount Lemmon Survey     | —         | MPC                           |
| 341935          | 2008 OR8   | 28 jul 2008 | Dauban          | F. Kugel                | —         | MPC                           |
| 341936          | 2008 OD9   | 28 jul 2008 | Hibiscus        | S. F. Hönig, N. Teamo   | Mitidika  | MPC                           |
| 341937          | 2008 OG9   | 29 jul 2008 | La Sagra        | Mallorca Obs.           | —         | MPC                           |
| 341938          | 2008 OT10  | 30 jul 2008 | Calvin-Rehoboth | L. A. Molnar            | —         | MPC                           |
| 341939          | 2008 OE14  | 31 jul 2008 | Socorro         | LINEAR                  | —         | MPC                           |
| 341940          | 2008 OB18  | 30 jul 2008 | Kitt Peak       | Spacewatch              | —         | MPC                           |
| 341941          | 2008 OK24  | 30 jul 2008 | Catalina        | CSS                     | —         | MPC                           |
| 341942          | 2008 OV24  | 28 jul 2008 | Siding Spring   | SSS                     | —         | MPC                           |
| 341943          | 2008 OG25  | 26 jul 2008 | Siding Spring   | SSS                     | —         | MPC                           |
| 341944          | 2008 PC    | 1 ago 2008  | Hibiscus        | S. F. Hönig, N. Teamo   | —         | MPC                           |
| 341945          | 2008 PE    | 1 ago 2008  | Hibiscus        | S. F. Hönig, N. Teamo   | —         | MPC                           |
| 341946          | 2008 PW    | 1 ago 2008  | Socorro         | LINEAR                  | —         | MPC                           |
| 341947          | 2008 PC1   | 1 ago 2008  | La Sagra        | Mallorca Obs.           | —         | MPC                           |
| 341948          | 2008 PH2   | 2 ago 2008  | La Sagra        | Mallorca Obs.           | —         | MPC                           |
| 341949          | 2008 PD3   | 3 ago 2008  | Dauban          | F. Kugel                | Mitidika  | MPC                           |
| 341950          | 2008 PT4   | 4 ago 2008  | Siding Spring   | SSS                     | —         | MPC                           |
| 341951          | 2008 PK5   | 5 ago 2008  | La Sagra        | Mallorca Obs.           | —         | MPC                           |
| 341952          | 2008 PY11  | 10 ago 2008 | Pla D'Arguines  | R. Ferrando             | —         | MPC                           |
| 341953          | 2008 PU15  | 11 ago 2008 | Pla D'Arguines  | R. Ferrando             | —         | MPC                           |
| 341954          | 2008 PS19  | 7 ago 2008  | Kitt Peak       | Spacewatch              | Mitidika  | MPC                           |
| 341955          | 2008 PH20  | 5 ago 2008  | Siding Spring   | SSS                     | —         | MPC                           |
| 341956          | 2008 PQ20  | 3 ago 2008  | Siding Spring   | SSS                     | —         | MPC                           |
| 341957          | 2008 PV20  | 6 ago 2008  | Siding Spring   | SSS                     | —         | MPC                           |
| 341958 Chrétien | 2008 PW21  | 3 ago 2008  | Eygalayes       | P. Sogorb               | —         | MPC                           |
| 341959          | 2008 QM    | 21 ago 2008 | Piszkéstető     | K. Sárneczky            | Mitidika  | MPC                           |
| 341960          | 2008 QJ1   | 23 ago 2008 | La Sagra        | Mallorca Obs.           | —         | MPC                           |
| 341961          | 2008 QL1   | 23 ago 2008 | La Sagra        | Mallorca Obs.           | —         | MPC                           |
| 341962          | 2008 QU1   | 24 ago 2008 | La Sagra        | Mallorca Obs.           | Phocaea   | MPC                           |
| 341963          | 2008 QX1   | 24 ago 2008 | La Sagra        | Mallorca Obs.           | —         | MPC                           |
| 341964          | 2008 QU6   | 21 ago 2008 | Kitt Peak       | Spacewatch              | —         | MPC                           |
| 341965          | 2008 QV6   | 21 ago 2008 | Kitt Peak       | Spacewatch              | —         | MPC                           |
| 341966          | 2008 QS10  | 26 ago 2008 | La Sagra        | Mallorca Obs.           | —         | MPC                           |
| 341967          | 2008 QW13  | 30 jan 2006 | Kitt Peak       | Spacewatch              | —         | MPC                           |
| 341968          | 2008 QH14  | 21 ago 2008 | Kitt Peak       | Spacewatch              | —         | MPC                           |
| 341969          | 2008 QT15  | 28 ago 2008 | Dauban          | F. Kugel                | —         | MPC                           |
| 341970          | 2008 QA16  | 21 ago 2008 | Kitt Peak       | Spacewatch              | —         | MPC                           |
| 341971          | 2008 QN17  | 27 ago 2008 | La Sagra        | Mallorca Obs.           | —         | MPC                           |
| 341972          | 2008 QO20  | 25 ago 2008 | Socorro         | LINEAR                  | —         | MPC                           |
| 341973          | 2008 QO26  | 29 ago 2008 | La Sagra        | Mallorca Obs.           | Mitidika  | MPC                           |
| 341974          | 2008 QZ30  | 30 ago 2008 | Socorro         | LINEAR                  | —         | MPC                           |
| 341975          | 2008 QV36  | 21 ago 2008 | Kitt Peak       | Spacewatch              | —         | MPC                           |
| 341976          | 2008 QD37  | 21 ago 2008 | Kitt Peak       | Spacewatch              | —         | MPC                           |
| 341977          | 2008 QC38  | 23 ago 2008 | Kitt Peak       | Spacewatch              | —         | MPC                           |
| 341978          | 2008 QU38  | 24 ago 2008 | Kitt Peak       | Spacewatch              | Phocaea   | MPC                           |
| 341979          | 2008 QF39  | 24 ago 2008 | Kitt Peak       | Spacewatch              | —         | MPC                           |
| 341980          | 2008 QZ39  | 26 ago 2008 | La Sagra        | Mallorca Obs.           | —         | MPC                           |
| 341981          | 2008 QF40  | 27 ago 2008 | La Sagra        | Mallorca Obs.           | —         | MPC                           |
| 341982          | 2008 QR40  | 24 ago 2008 | Kitt Peak       | Spacewatch              | —         | MPC                           |
| 341983          | 2008 QV40  | 24 ago 2008 | Kitt Peak       | Spacewatch              | —         | MPC                           |
| 341984          | 2008 QP44  | 23 ago 2008 | Kitt Peak       | Spacewatch              | Mitidika  | MPC                           |
| 341985          | 2008 QT45  | 24 ago 2008 | Socorro         | LINEAR                  | —         | MPC                           |
| 341986          | 2008 QS46  | 26 ago 2008 | Socorro         | LINEAR                  | —         | MPC                           |
| 341987          | 2008 QG47  | 23 ago 2008 | Socorro         | LINEAR                  | —         | MPC                           |
| 341988          | 2008 QH47  | 24 ago 2008 | Kitt Peak       | Spacewatch              | —         | MPC                           |
| 341989          | 2008 RL2   | 2 set 2008  | Kitt Peak       | Spacewatch              | —         | MPC                           |
| 341990          | 2008 RT2   | 2 set 2008  | Kitt Peak       | Spacewatch              | —         | MPC                           |
| 341991          | 2008 RB4   | 2 set 2008  | Kitt Peak       | Spacewatch              | —         | MPC                           |
| 341992          | 2008 RE9   | 3 set 2008  | Kitt Peak       | Spacewatch              | —         | MPC                           |
| 341993          | 2008 RP10  | 3 set 2008  | Kitt Peak       | Spacewatch              | —         | MPC                           |
| 341994          | 2008 RP16  | 4 set 2008  | Kitt Peak       | Spacewatch              | —         | MPC                           |
| 341995          | 2008 RA21  | 4 set 2008  | Kitt Peak       | Spacewatch              | —         | MPC                           |
| 341996          | 2008 RH21  | 4 set 2008  | Kitt Peak       | Spacewatch              | —         | MPC                           |
| 341997          | 2008 RO22  | 3 set 2008  | La Sagra        | Mallorca Obs.           | —         | MPC                           |
| 341998          | 2008 RC24  | 5 set 2008  | Socorro         | LINEAR                  | —         | MPC                           |
| 341999          | 2008 RT25  | 5 set 2008  | Needville       | J. Dellinger, C. Sexton | —         | MPC                           |
| 342000          | 2008 RV26  | 2 set 2008  | Altschwendt     | W. Ries                 | —         | MPC                           |